# División Administrativa de Filipinas de 1916

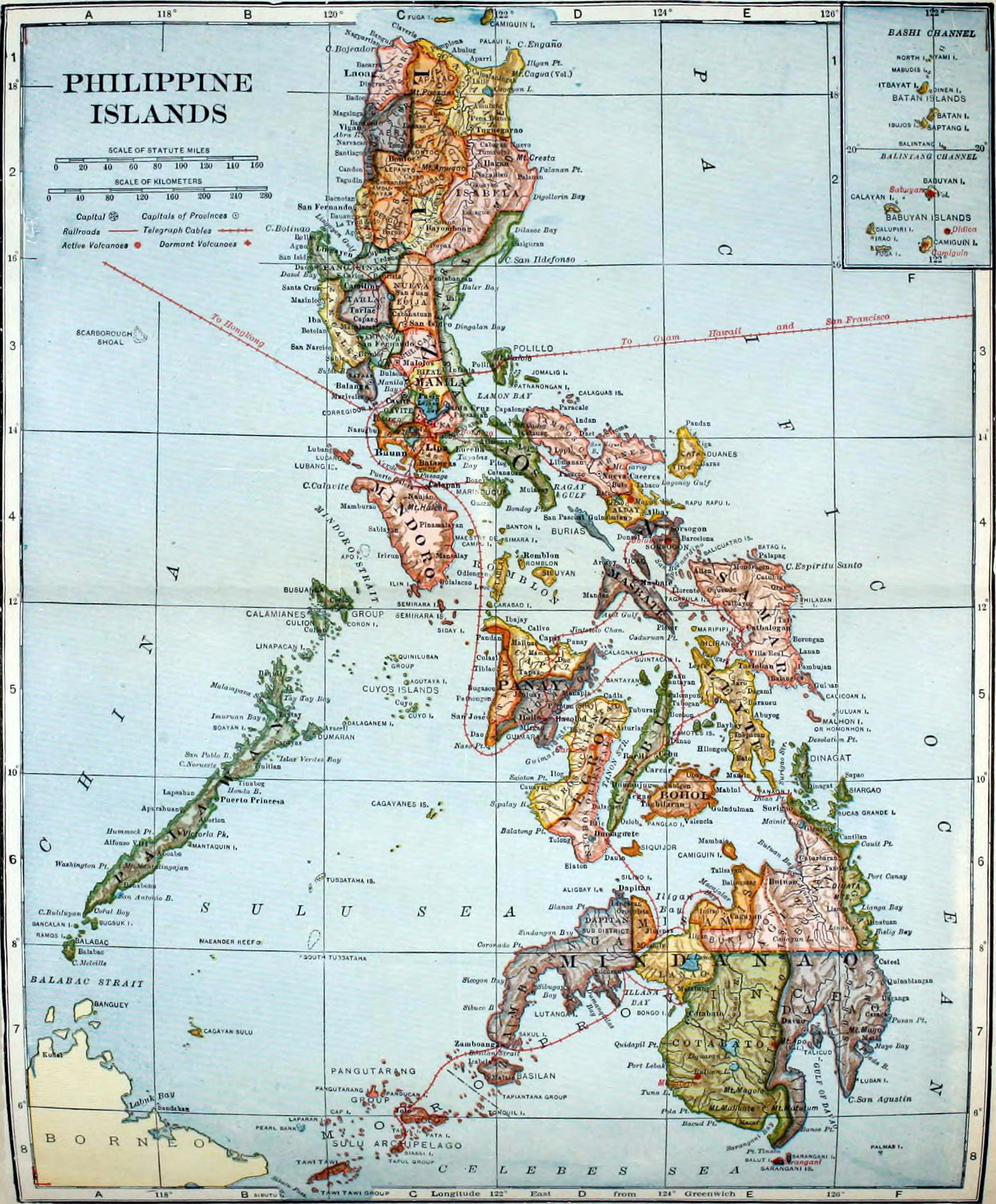
Filipinas en 1921.

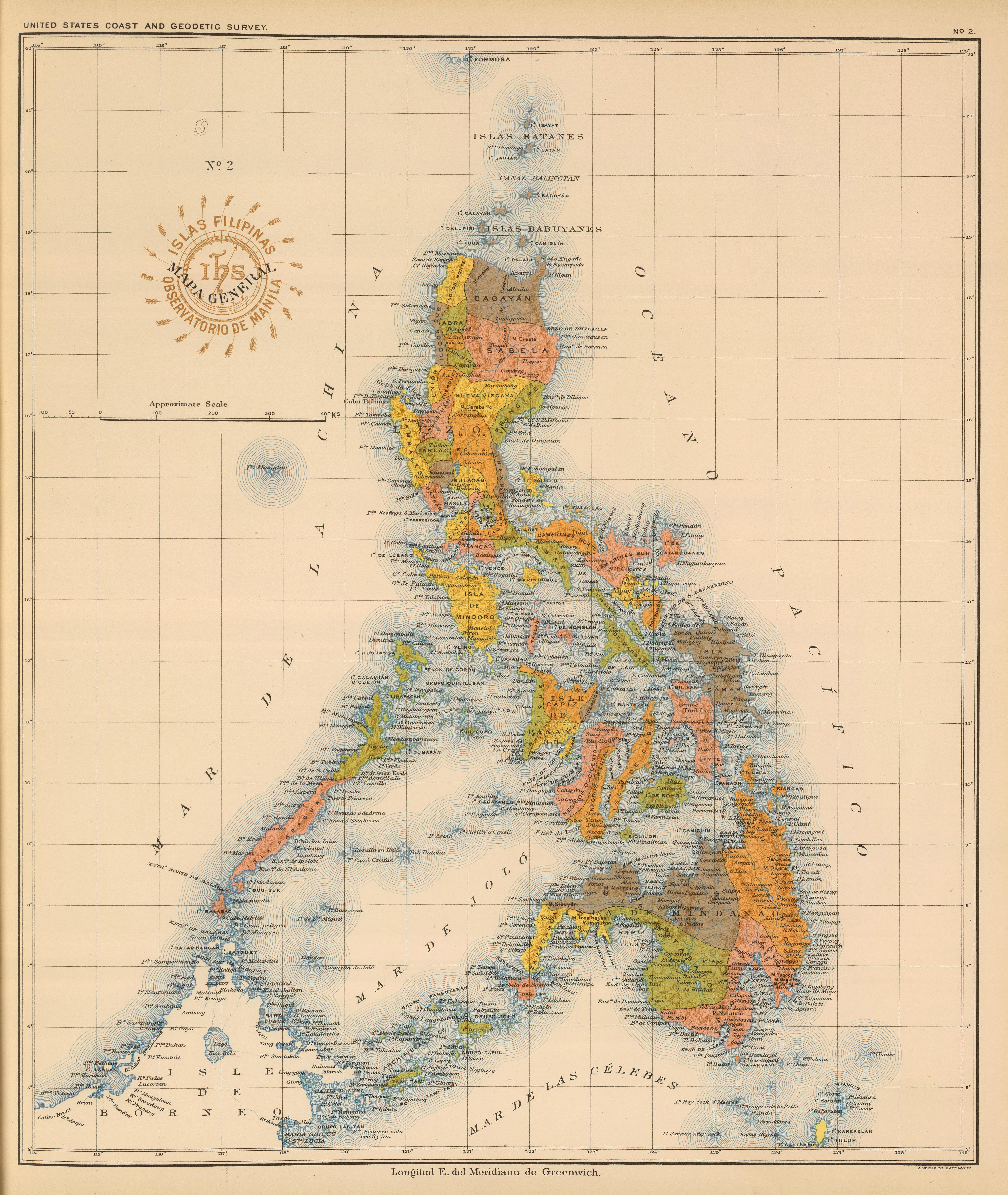
Filipinas en 1899.

El 31 de diciembre de 1916 durante la ocupación estadounidense de Filipinas, una vez pacificado el archipiélago se organiza territorialmente sobre la base de tres grandes divisiones: 
- Las treinta y seis provincias
- Las siete provincias del Departamento de Mindanao y Sulu
- El territorio de la ciudad de Manila.

## Provincias ordinarias

Mancomunidad de Filipinas.

Las treinta y seis provincias son las siguientes: 
| - Albay - Ambos Camarines - Antique - Bataan - Batanes - Batangas - Bohol - Bulacan - Cagayán | - Capiz - Cavite - Cebú - Ilocos Norte - Ilocos Sur - Iloilo - Isabela - Laguna - La Unión | - Leyte - Mindoro - Misamis - Mountain Province - Nueva Ecija - Nueva Vizcaya - Negros Occidental - Oriental Negros - Palawan | - Pampanga - Pangasinan - Rizal - Samar - Sorsogon - Surigao - Tarlac - Tayabas - Zambales |

### Albay

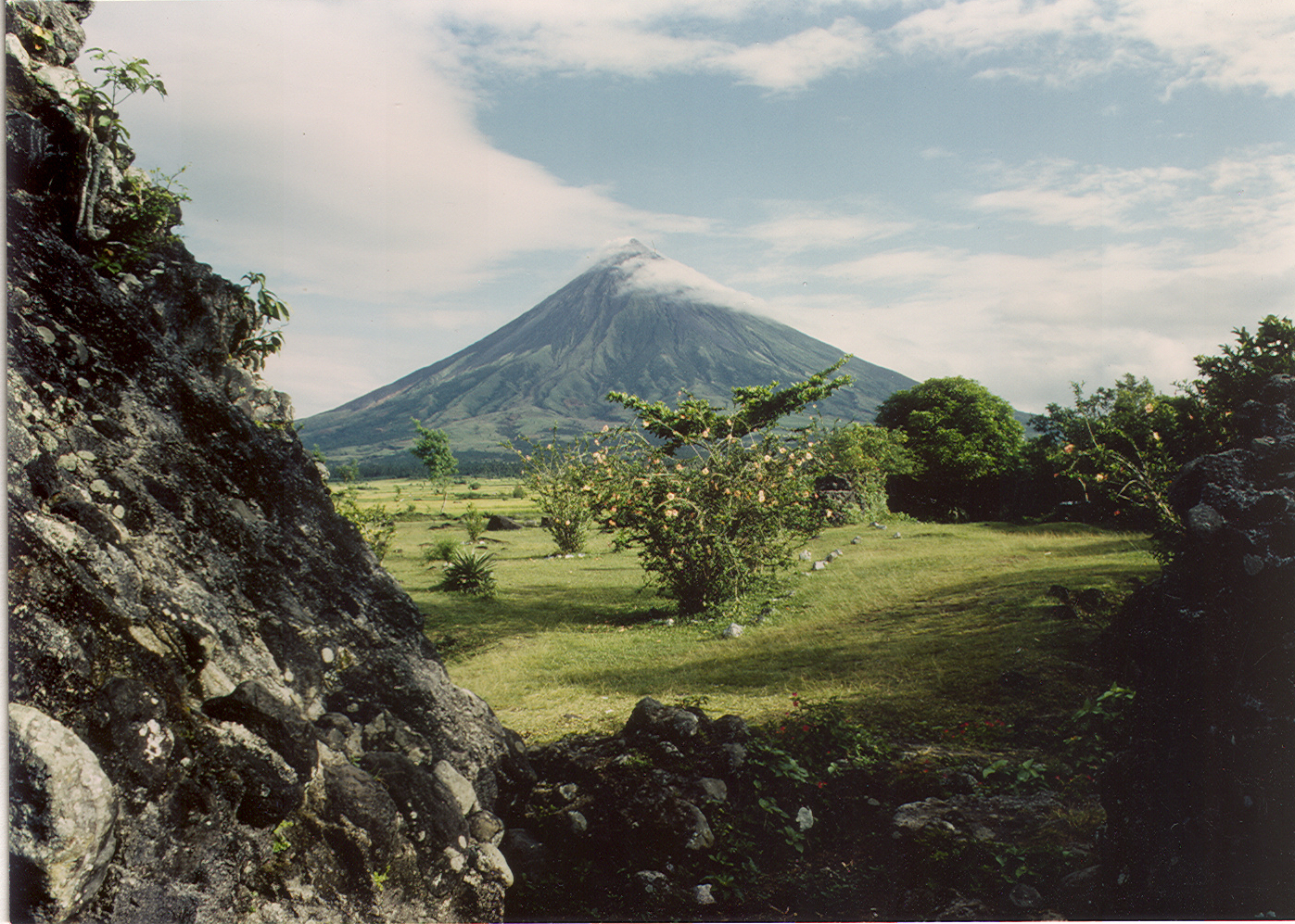
Panorama del monte Mayón desde el valle.

La provincia de Albay, situada al norte de Sorsogon y al sur y al este de Ambos Camarines, consiste en territorio de la isla de Luzón (con pequeñas islas anexas), incluyendo también las islas más grandes de San Miguel, Cacraray, Batan, Rapu-Rapu, y la subprovincia de Catanduanes, en la isla del mismo nombre. La provincia contiene los siguientes 22 municipios, en las actuales provincias de Camarines Norte y Camarines Sur:
| - Albay la capital - Bacacay - Barás - Bató | - Calolbon - Camalig - Guinobatan - Jovellar | - Libog - Libon - Ligao - Malilipot | - Malinao - Manito - Oas - Pandan | - Polangui - Rapu-Rapu - Tabaco - Tiwi | - Viga - Virac |

Según el censo de 1918 esta provincia tenía una extensión superficial de 3.996 km², la poblaban 321.745 almas que habitaban 22 municipios y 486 barrios. El gobierno civil quedó establecido el 26 de abril de 1901 en su capital Albay.

### Ambos Camarines

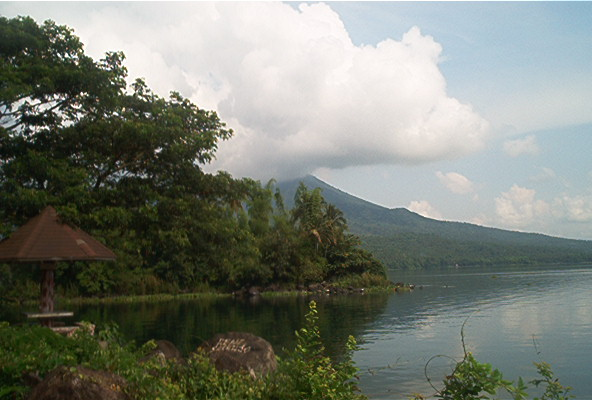
Lago de Buhi

La Provincia de Ambos Camarines se encuentra situada al norte y al oeste de Albay y sureste de Tayabas, en la isla de Luzón y adyacentes. Su capital es Naga y la provincia comprende los siguientes 40 municipios:
| - Baao - Basud - Bato - Buhi - Bula - Cabusao - Calabanga | - Camaligan - Canaman - Capalonga - Caramoan - Daet - Gainza - Goa | - Indan - Iriga - Labo - Lagonoy - Libmanan - Lupi - Magarao | - Mambulao - Milaor - Minalabac - Nabua - Naga - Pamplona - Paracale | - Pasacao - Pili - Ragay - Sagnay - San Fernando - San Jose | - San Vicente - Sipocot - Siruma - Talisay - Tigaon - Tinambac |

El gobierno civil quedó establecido el 27 de abril de 1901 en su capital Naga.
En marzo de 1909 la provincia queda dividida en dos, con los siguientes datos del censo de 1918:
- La provincia de Camarines Norte tenía una extensión superficial de 2018 km², la poblaban 50.822 almas que habitaban en 9 municipios con 132 barrios. Su capital era Daet.[5]
- La provincia de Camarines Norte tenía una extensión superficial de 5.366 km², la poblaban 218.980 almas que habitaban en 31 municipios con 426 barrios. Su capital era Naga.[6]

### Antique

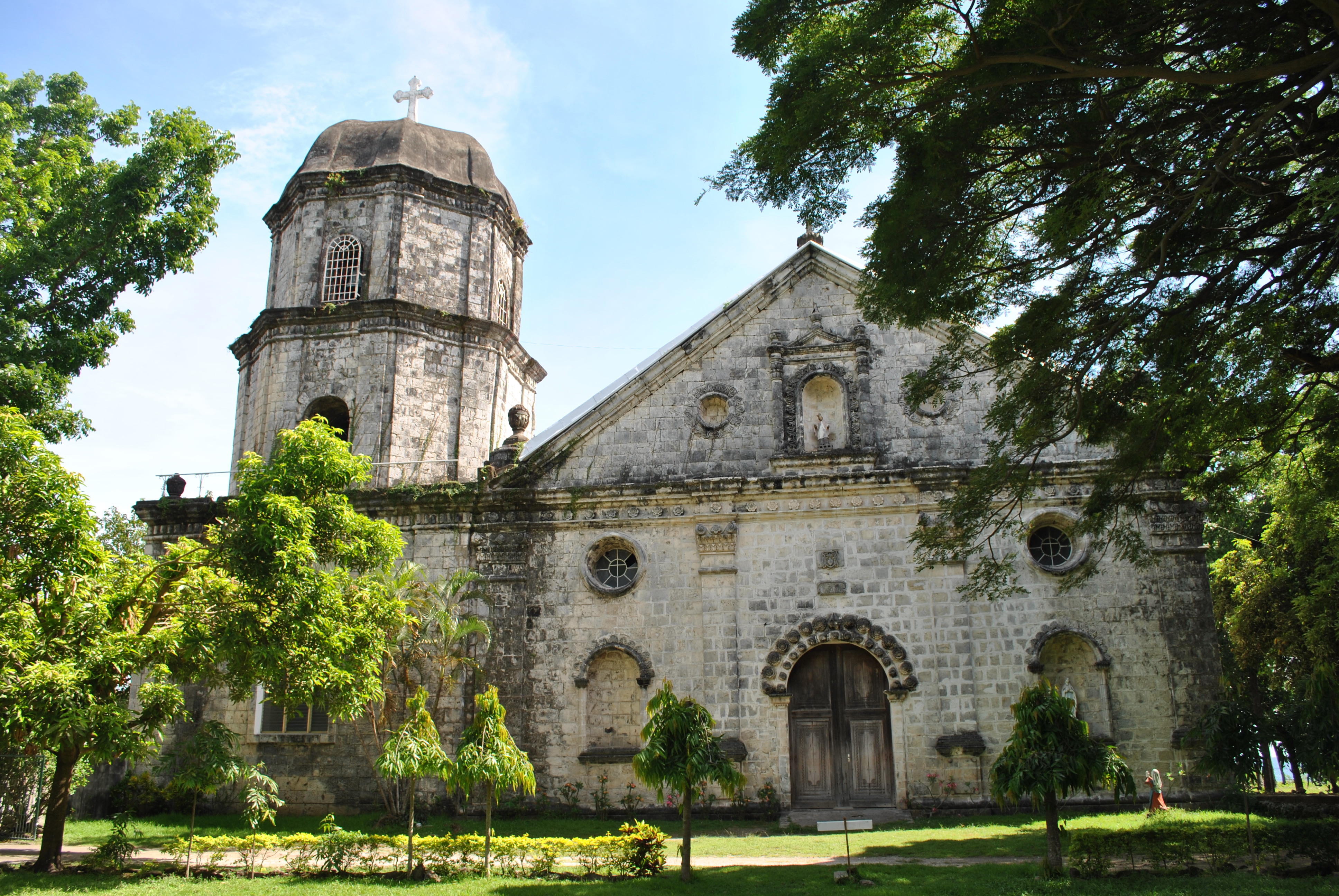
Iglesia de Anini-y

La provincia de Antique, situada al oeste de Capiz e Iloilo, consiste en territorio de la isla de Panay y de las islas adyacentes. Su capital es San José de Buenavista y comprende los siguientes 12 municipios:
| - Barbasa - Bugasong - Culasi - Dao | - Laua-an - Pandan - Patnongon - San José de Buenavista | - San Remigio - Sibalom - Tibiao - Valderrama. |

Según el censo de 1918 esta provincia tenía una extensión superficial de 2.618 km², la poblaban 159.644 almas que habitaban 13 municipios divididos 321 barrios. El gobierno civil quedó establecido el 13 de abril de 1901 en su capital San José de Buenavista.

### Bataan

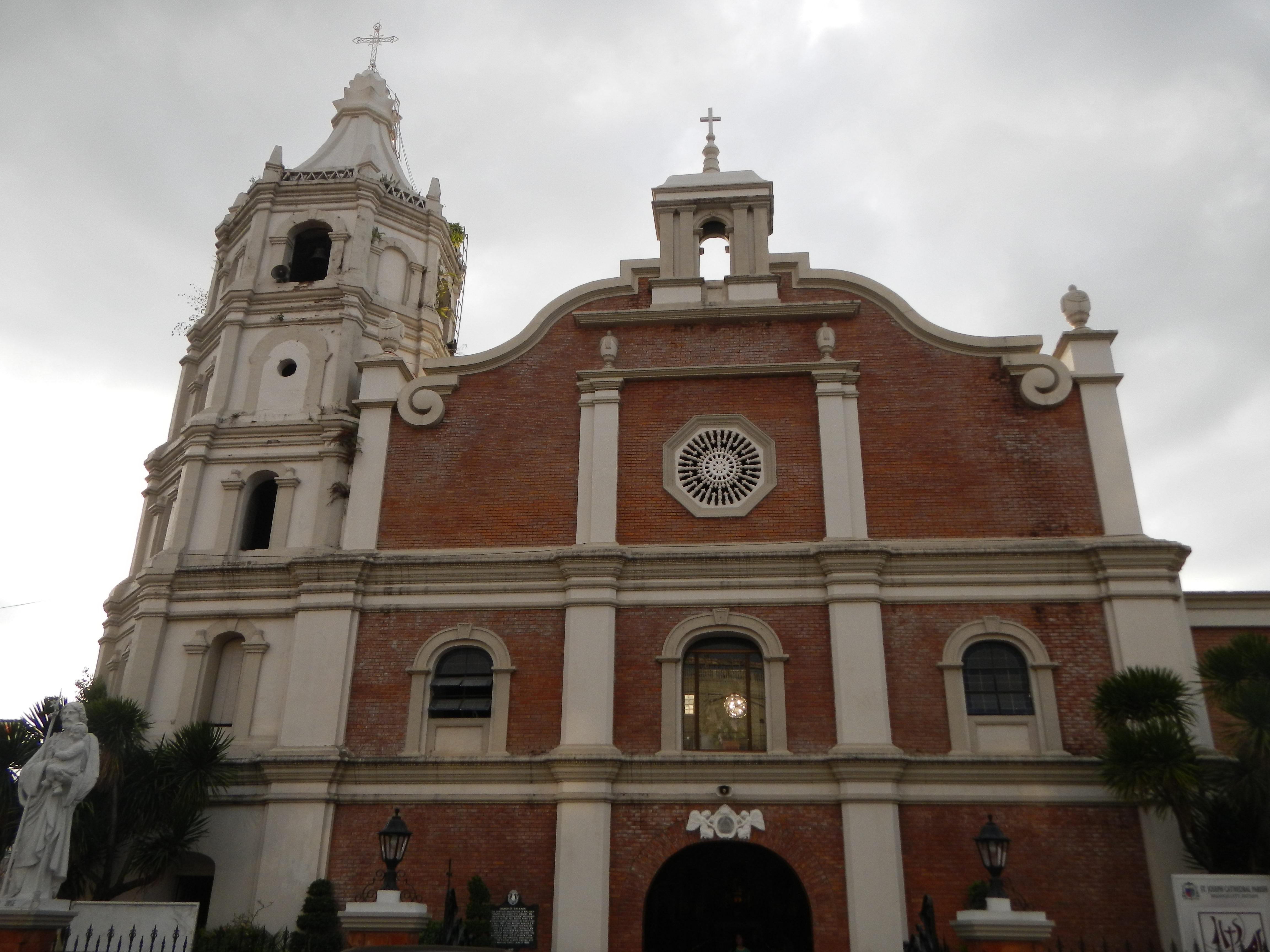
Catedral de Balanga

La provincia de Bataan  se extiende al sur y al suroeste de Zambales Pampanga, comprende el cabo o promontorio que separa la bahía de Manila desde el Mar de la China Meridional. Su capital es  Balanga y la forman los siguientes 10 municipios:
| - Abucay - Bagac - Bagumbayan | - Balanga - Mariveles - Morong | - Orani - Orion - Pilar - Samal |  |

Según el censo de 1918 esta provincia tenía una extensión superficial de 1.243 km², la poblaban 58.380 almas que habitaban 12 municipios divididos 43 barrios. El gobierno civil quedó establecido el 2 de marzo de 1901 en su capital Balanga.

### Batanes

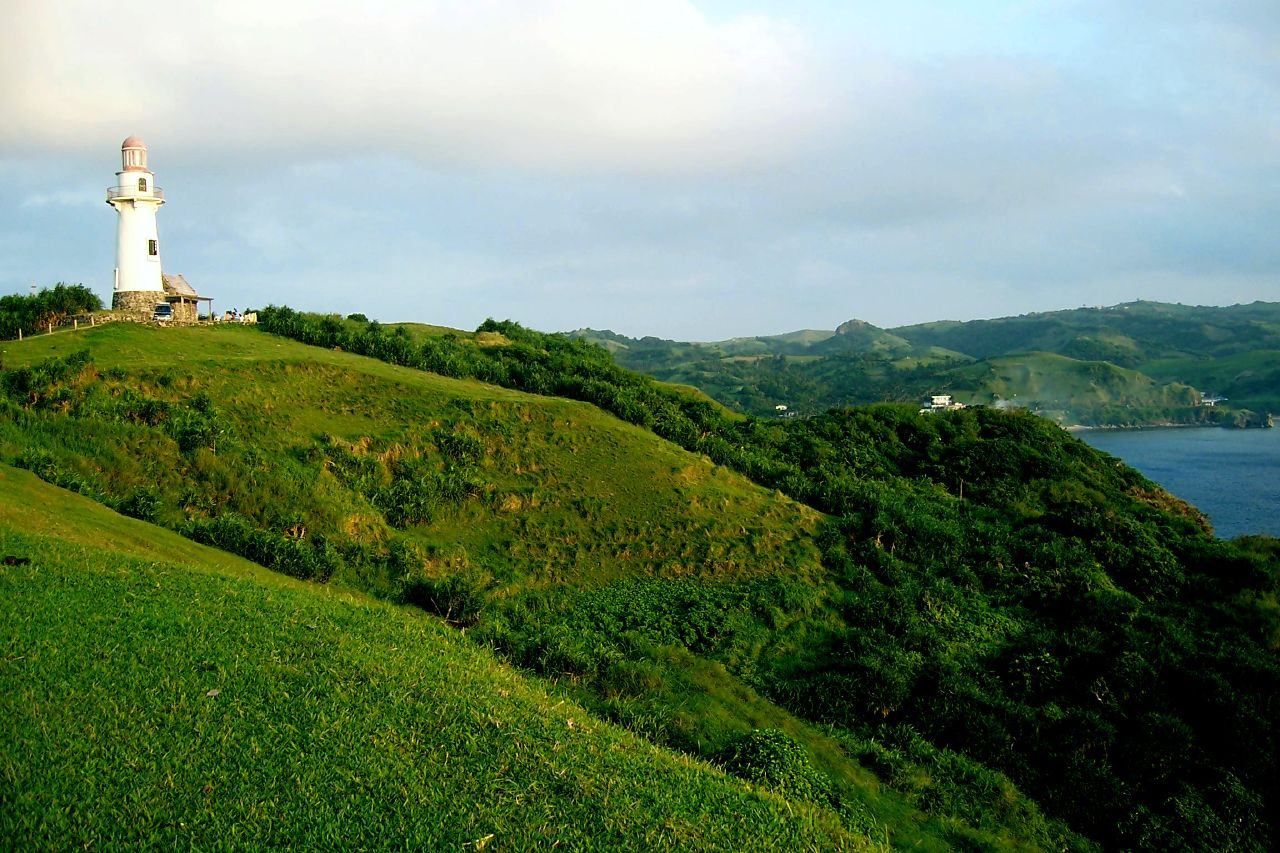
Faro de Basco

La provincia de Batanes comprende todas las islas del archipiélago filipino situado al norte del Canal de Balingtang. Su capital es Basco y contiene los siguientes 6 municipios:
| - Basco - Itbayat | - Ivana - Mahatao | - Sabtang - Uyugan |  |

Según el censo de 1918 esta provincia tenía una extensión superficial de 192 km², la poblaban 8.214 almas que habitaban 6 distritos municipales divididos 19 barrios. El gobierno civil quedó establecido el año 1909 en su capital Basco, tras separase de la provincia de Cagayán.

### Batangas

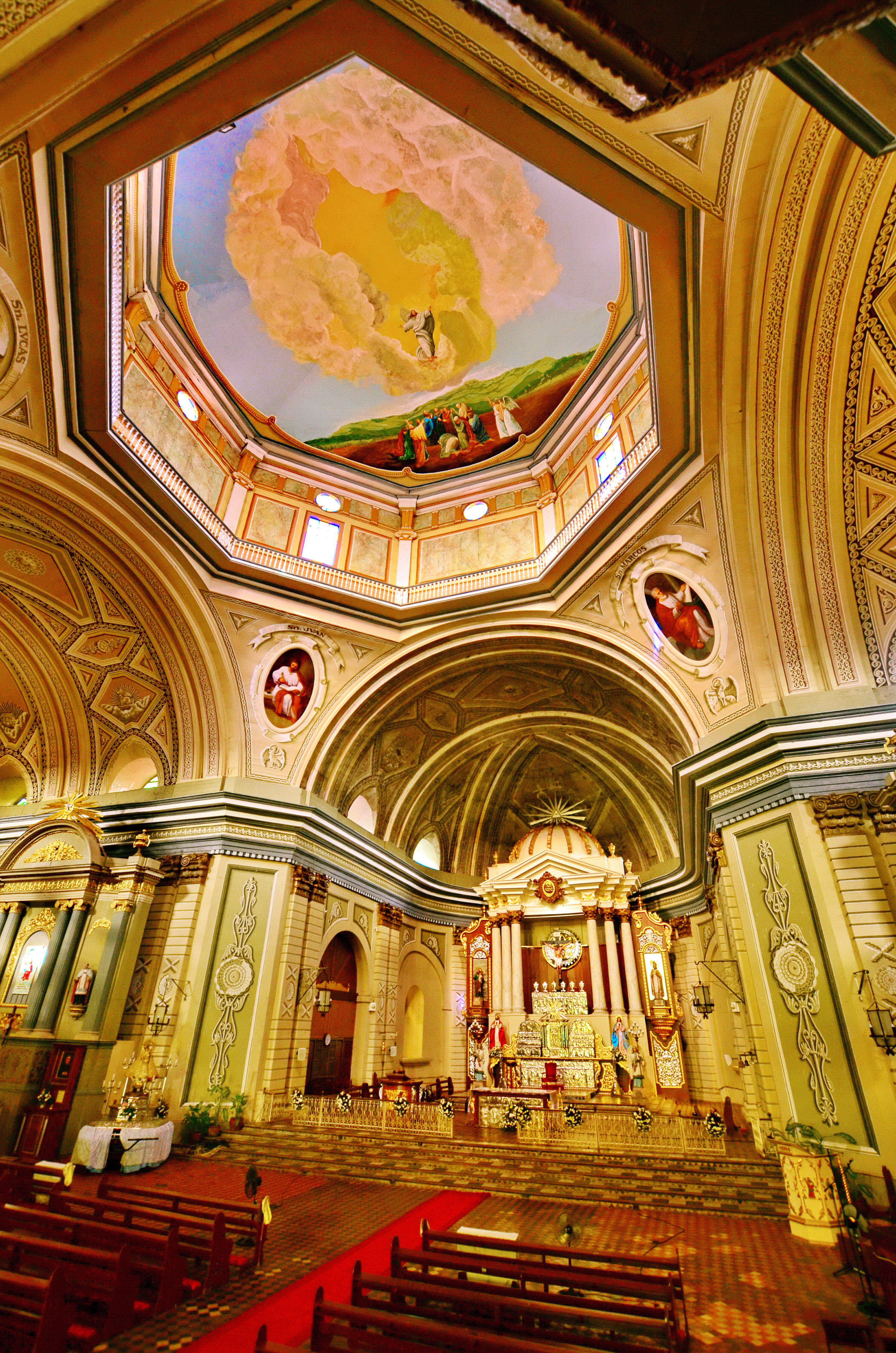
Basílica de San Martín de Tours en Taal.

La provincia de Batangas, está situada al sur de Cavite y Laguna, y al oeste de Tayabas, en la isla de Luzón y adyacentes. Su capital es Batangas y comprende los siguientes 21 municipios:
| - Alitagtag - Balayan - Batangas - Bauan | - Bolbok - Calaca - Calatagan - Cuenca | - Ibaan - Lemery - Lian - Lipa | - Lobo - Nasugbu - Rosario - San Jose | - Santo Tomas - Taal - Talisay - Tanauan - Tuy. |  |

Según el censo de 1918 esta provincia tenía una extensión superficial de 3.289 km², la poblaban 340.195 almas que habitaban 25 municipios divididos 552 barrios. 
El gobierno civil quedó establecido el 2 de mayo de 1901 en su capital Batangas.

### Bohol

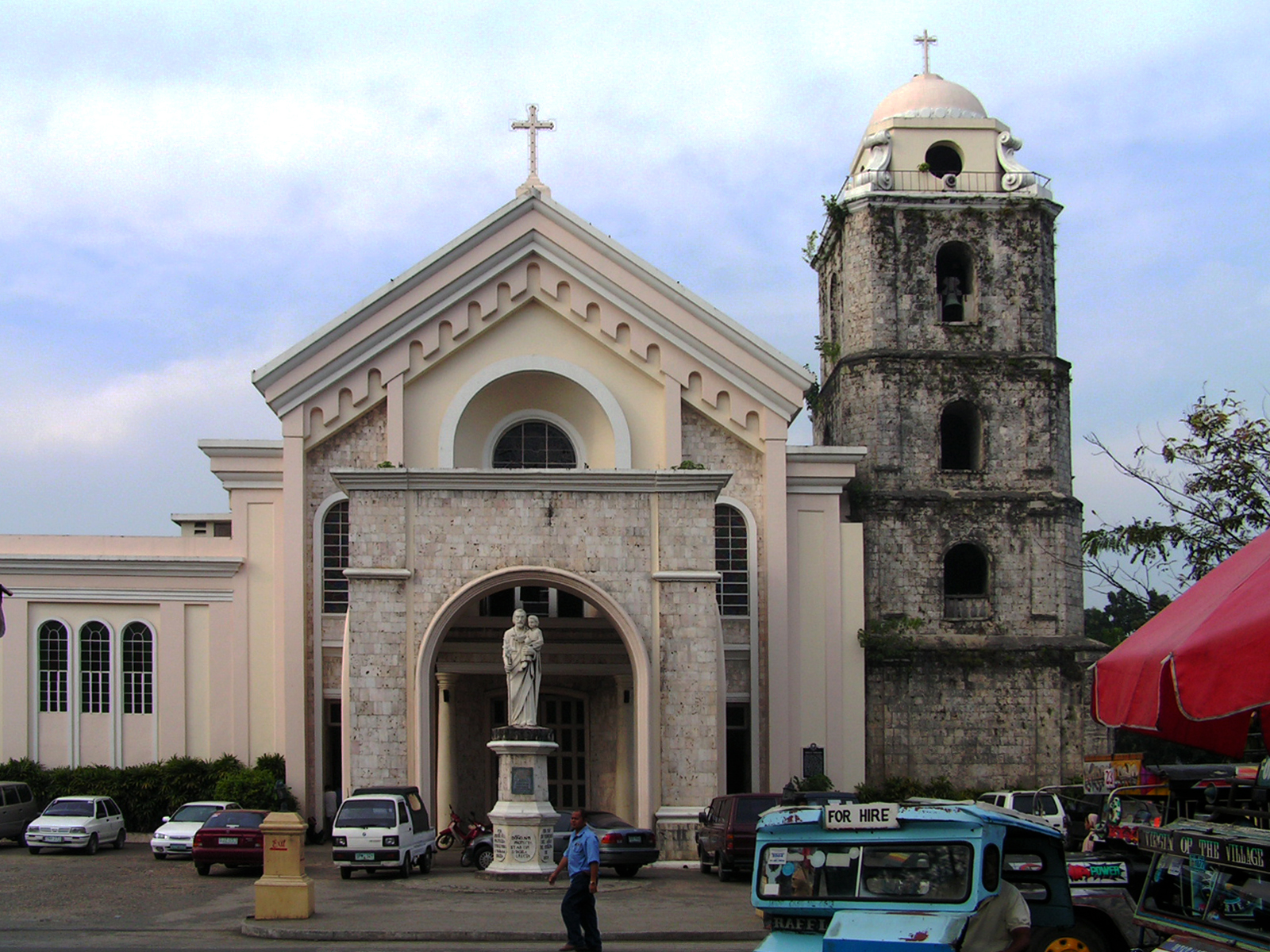
Catedral de San José Obrero, Tagbilaran.

La provincia de Bohol ocupa la isla de Bohol y adyacentes. Su capital es Tagbilaran y comprende los siguientes 34 municipios:
| - Alburquerque - Anda - Antequera - Baclayon - Balilihan - Batuan - Bilar | - Calape - Candijay - Carmen - Corella - Cortes - Dauis - Dimiao | - Duero - García Hernández - Guindulman - Inabanga - Jagna - Jetafe - Lila | - Loay - Loboc - Loon - Mabini - Maribojoc - Panglao - Sevilla | - Sierra Bullones - Tagbilaran - Talibon - Tubigon - Ubay - Valencia |  |

Según el censo de 1918 esta provincia tenía una extensión superficial de 3.978 km², la poblaban 359.600 almas que habitaban 36 municipios divididos 460 barrios. El gobierno civil quedó establecido el 20 de abril de 1901 en su capital Tagbilaran.

### Bulacán

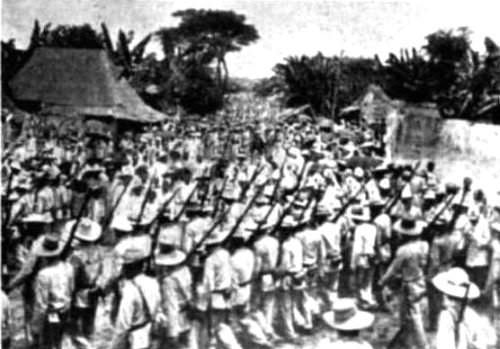
Soldados fiipinos en Malolos, 1899.

La provincia de Bulacán, está situada en el centro de la isla de Luzón en el lado noreste de la bahía de Manila, su capital es Malolos y comprende los siguientes 21 municipios:
| - Angat - Baliuag - Bigaa - Bocaue - Bulacan - Calumpit | - Guiguinto - Hagonoy - Malolos - Marilao - Meycauayan - Norzagaray | - Obando - Paombon - Polo - Pulilan - Quingua - San Ildefonso | - San Miguel - San Rafael - Santa Maria. |  |

Según el censo de 1918 esta provincia tenía una extensión superficial de 2.608 km², la poblaban 248.863 almas que habitaban en 23 municipios con 371 barrios. El gobierno civil quedó establecido el 13 de abril de 1901 en su capital Malolos.

### Cagayán

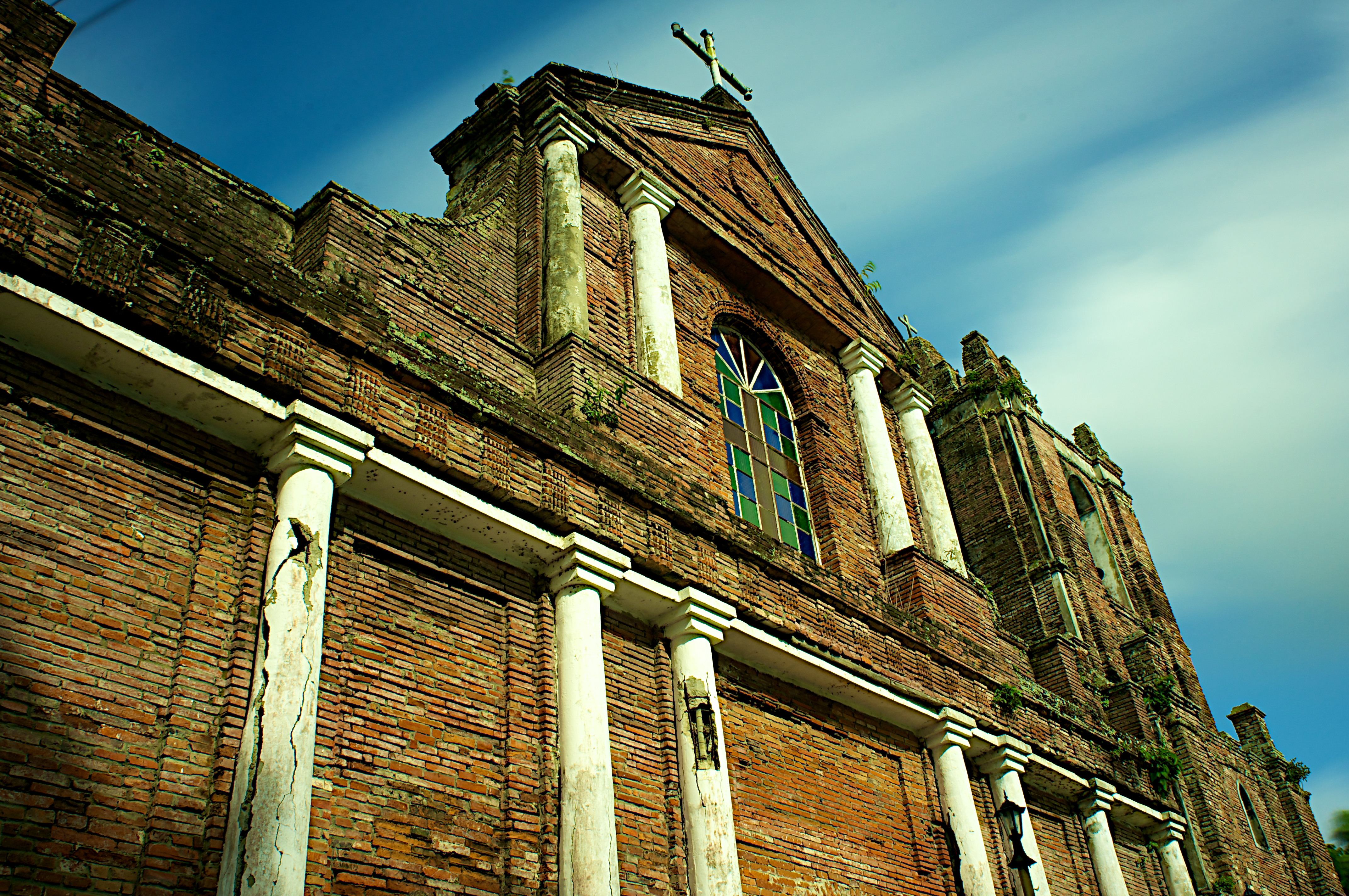
Iglesia de Nueva Segovia

La provincia de Cagayán se encuentra situada en el extremo noreste de la isla de Luzón, junto con las pequeñas islas de la misma accesoria y las islas del Grupo Babuyan al norte. Su capital es Tuguegarao y la provincia contiene los siguientes 22 municipios:
| - Abulug - Alcala - Amulung - Aparri - Baggao - Ballesteros | - Buguey - Camalaniugan - Claveria - Enrile - Faire | - Gattaran - Iguig - Lal-lo - Pamplona - Peñablanca | - Piat - Rizal - Sánchez Mira - Solana - Tuao - Tuguegarao |  |

Según el censo de 1918 esta provincia tenía una extensión superficial de 7.788 km², la poblaban 199.938 almas que habitaban en 23 municipios con 493 barrios. El gobierno civil quedó establecido el 1 de septiembre de 1901 en su capital Tuguegarao.
En 1908 fue creada la Provincia de La Montaña (Mountain Province) abarcando, entre otros, los términos segregados de Cagayán de Kalinga y Apayao,   constituidos como subprovincias.

### Capiz

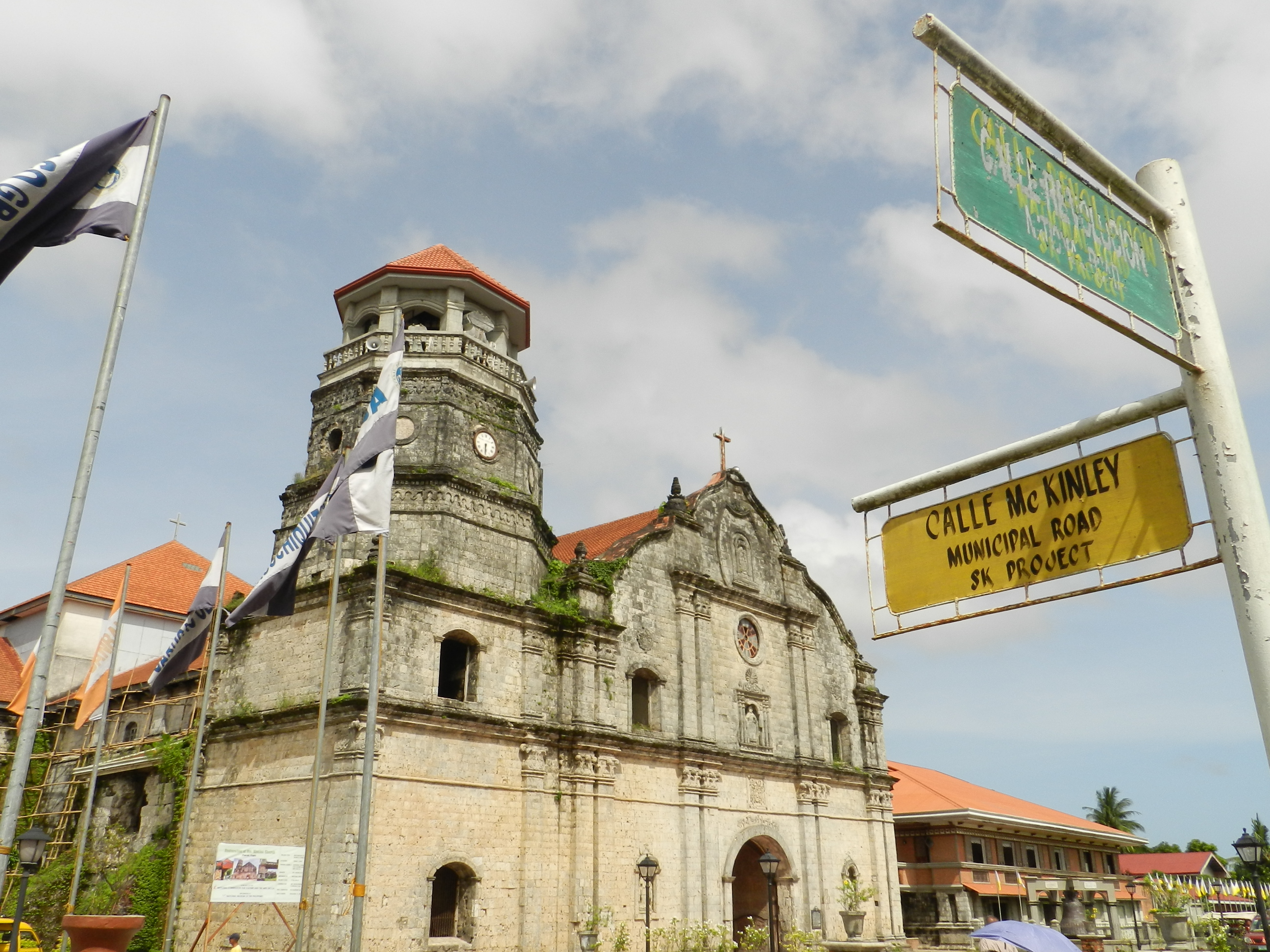
Iglesia de Pan-Ay.

La provincia de Capiz ocupa la parte norte de la isla de Panay incluyendo también algunas pequeñas islas adyacentes, así como de la subprovincia de Romblon, que abarca las islas de Romblon, Tablas, Sibuyan, Banton, Simara y Carabao, junto con otras pequeñas islas. La capital es Capiz y la provincia contiene los siguientes municipios:
| - Badajoz - Banga - Buruanga - Cajidiocan - Calivo - Capiz - Dao - Dumalag | - Dumarao - Ibajay - Iuisan - Jamindan - Lezo - Libacao - Looc - Malinao | - Mambusao - Nabas - New Washington - Odiongan - Panay - Panitan - Pilar | - Pontevedra - Romblon - San Fernando - Sapian - Sigma - Taft - Tapas |  |

Según el censo de 1918 esta provincia tenía una extensión superficial de 4.429 km², la poblaban 292.496 almas que habitaban en 25 municipios Y 510 barrios. El gobierno civil quedó establecido el 15 de abril de 1901 en su capital Capiz.

#### Romblon
El gobierno civil quedó establecido el 16 de marzo de 1901 en su capital Romblon.

En 1907 esta provincia fue anexionada a Capiz pasando a convertirse en subprovincia, para después volver a separarse.
Según el censo de 1918 esta ya  provincia de Romblon, tenía una extensión superficial de 1.308 km², la poblaban 64.576 almas que habitaban en 8 municipios con 138 barrios.

### Cavite

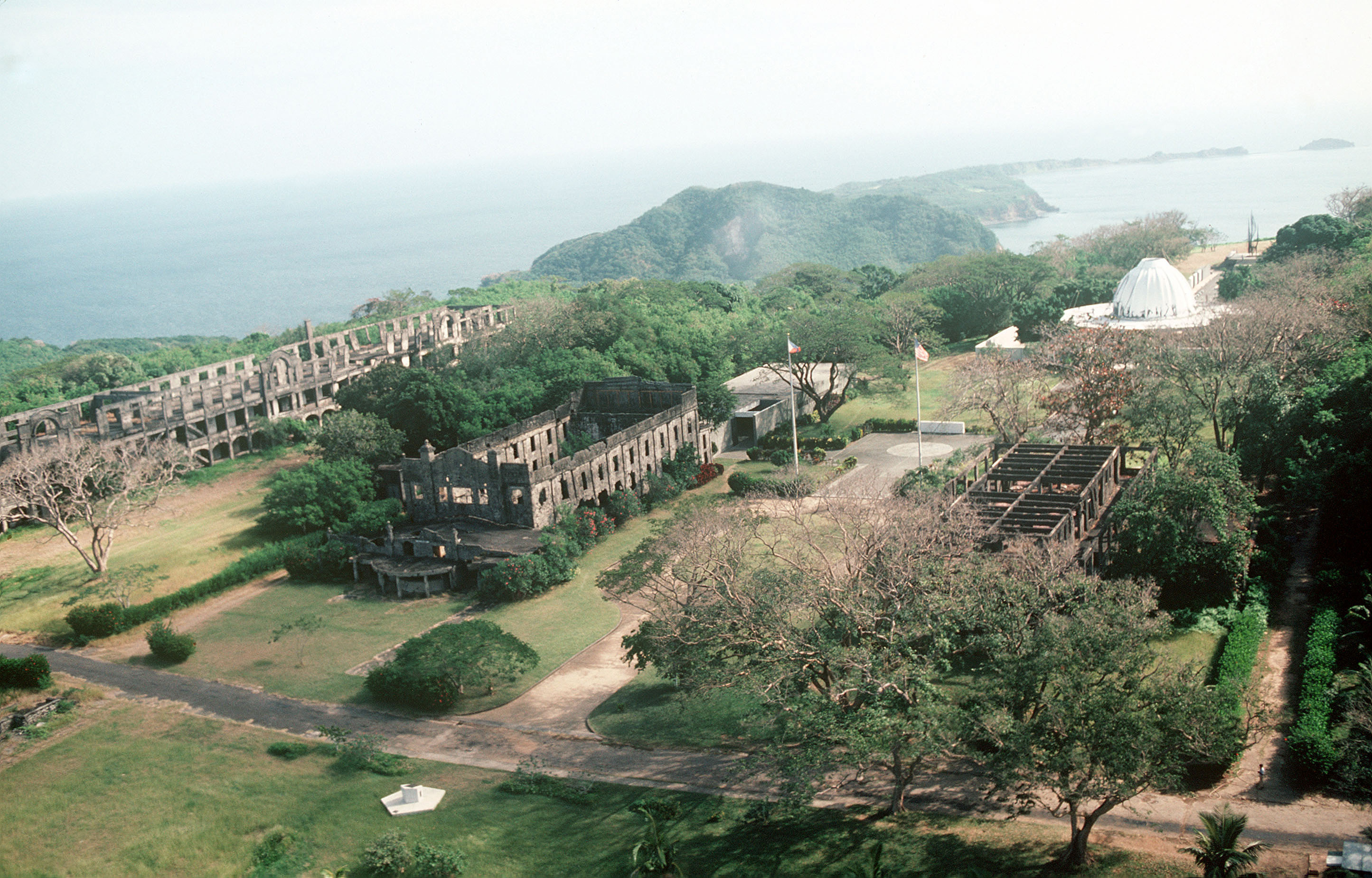
Isla de Corregidor.

La provincia de Cavite se encuentra en el centro de la isla de Luzón, acostada sobre el lado sur de la bahía de Manila, incluyendo también la isla de Corregidor. Su capital es Cavite y contiene los siguientes 19 municipios:
| - Alfonso - Amadeo - Bacoor - Bailen - Carmona | - Cavite - Imus - Indang - Kawit - Magallanes | - Malabon - Maragondon - Mendez-Nuñez - Naic - Noveleta | - Rosario - Silang - Tanza - Ternate |  |

Según el censo de 1918 esta provincia tenía una extensión superficial de 1.202 km², la poblaban 157.347 almas que habitaban en 20 municipios Y 171 barrios. El gobierno civil quedó establecido el 13 de abril de 1901 en su capital Cavite.

### Cebú
La provincia de Cebú se compone de la isla de Cebú y sus islas vecinas, incluidas las Islas Camotes. Su capital es Cebú y se compone de los siguientes 46 municipios:
| - Alcantara - Alegría - Aloguinsan - Argao - Asturias - Badian - Balamban - Bantayan - Barili - Bogo - Boljo-on | - Borbon - Carcar - Carmen - Catmon - Cebú - Cordova - Daanbantayan - Dalaguete - Danao - Dumanjug - Ginatilan | - Liloan - Malabuyoc - Mandaue - Medellín - Minglanilla - Moalboal - Naga - Opon - Oslob - Pilar - Pinamungajan - Poro | - Ronda - Samboan - San Fernando - San Francisco - San Remigio - Santa Fe - Sibonga - Tabogon - Talisay - Toledo - Tuburan - Tudela |  |

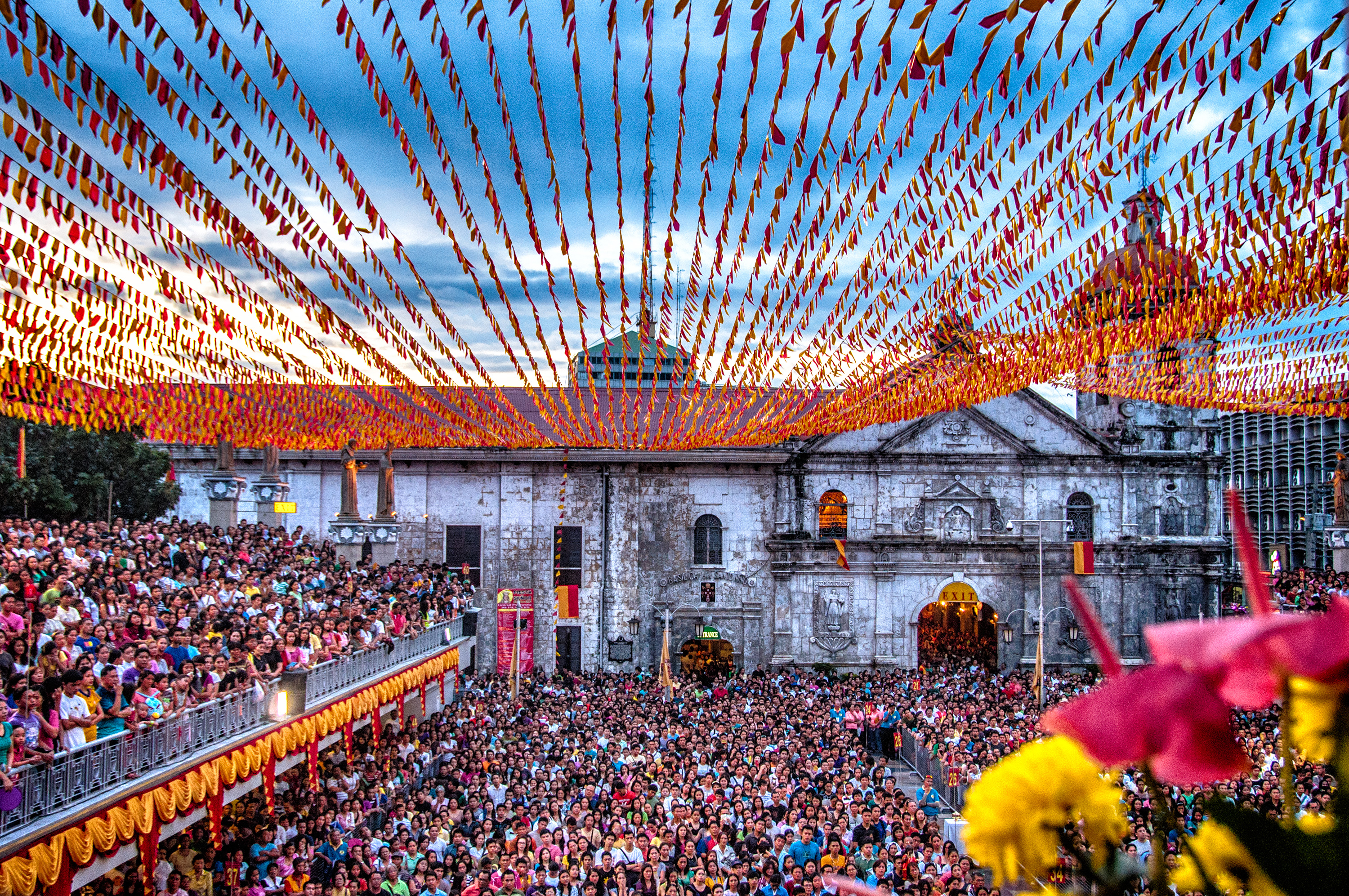
Basílica del Santo Niño.

Según el censo de 1918 esta provincia tenía una extensión superficial de 4.836 km², la poblaban 857.410 almas que habitaban en 50 municipios con 880 barrios.

### Ilocos Norte

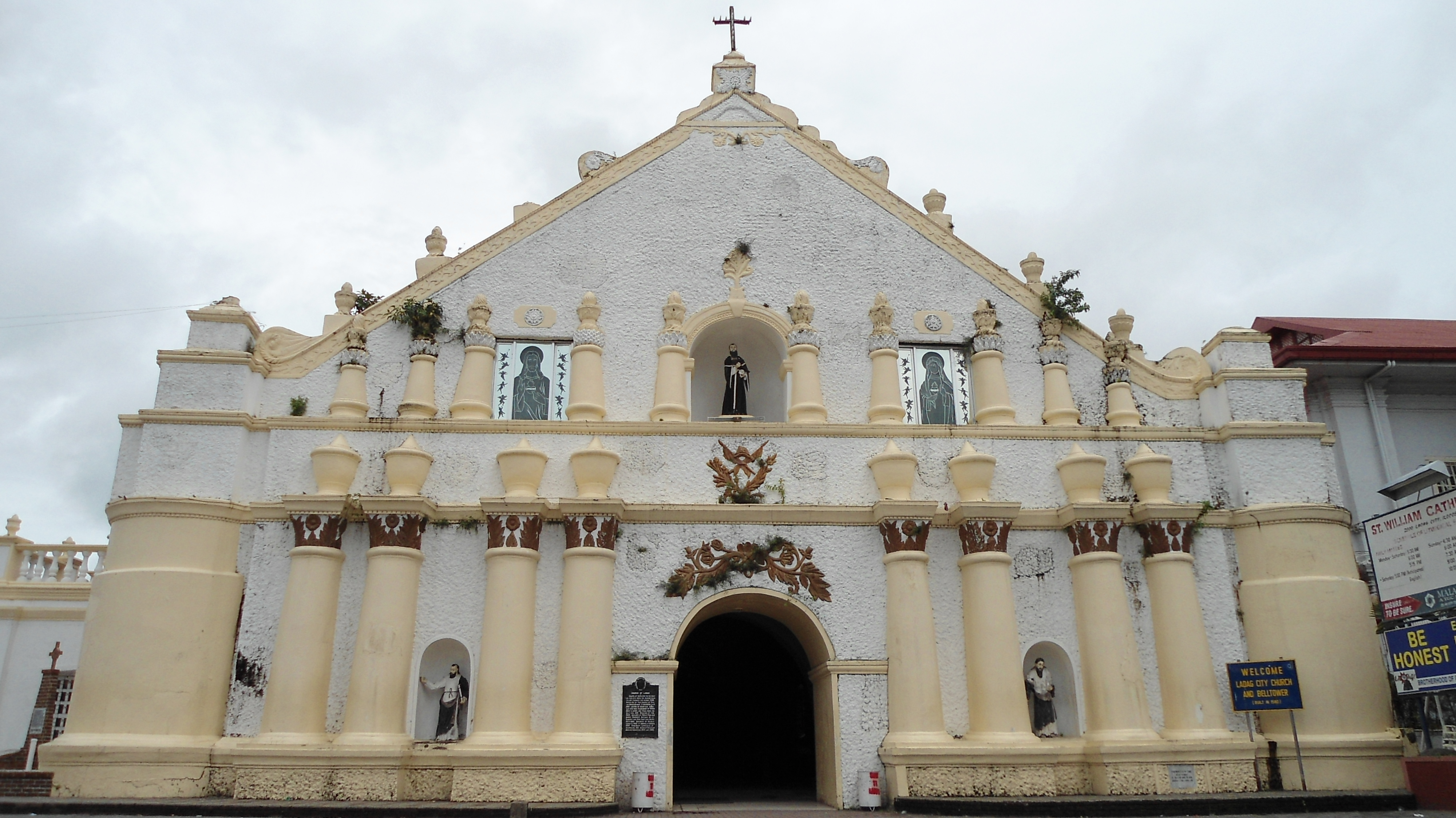
Iglesia de Laoag.

La provincia de Ilocos Norte ocupa en el extremo noroeste de la isla de Luzón. Su capital es Laoag,  comprende la población de Nueva Era y los siguientes 15 municipios:
| - Bacarra - Badoc - Bangui - Banna | - Batac - Burgos - Dingras - Laoag | - Paoay - Pasuquin - Piddig - San Nicolas | - Sarrat - Solsona - Vintar |  |

Según el censo de 1918 esta provincia tenía una extensión superficial de 3.349 km², la poblaban 218.951 almas que habitaban en 16 municipios, 3 distritos municipales y 361 barrios. El gobierno civil quedó establecido el 1 de septiembre de 1901 en su capital Laoag.

### Ilocos Sur

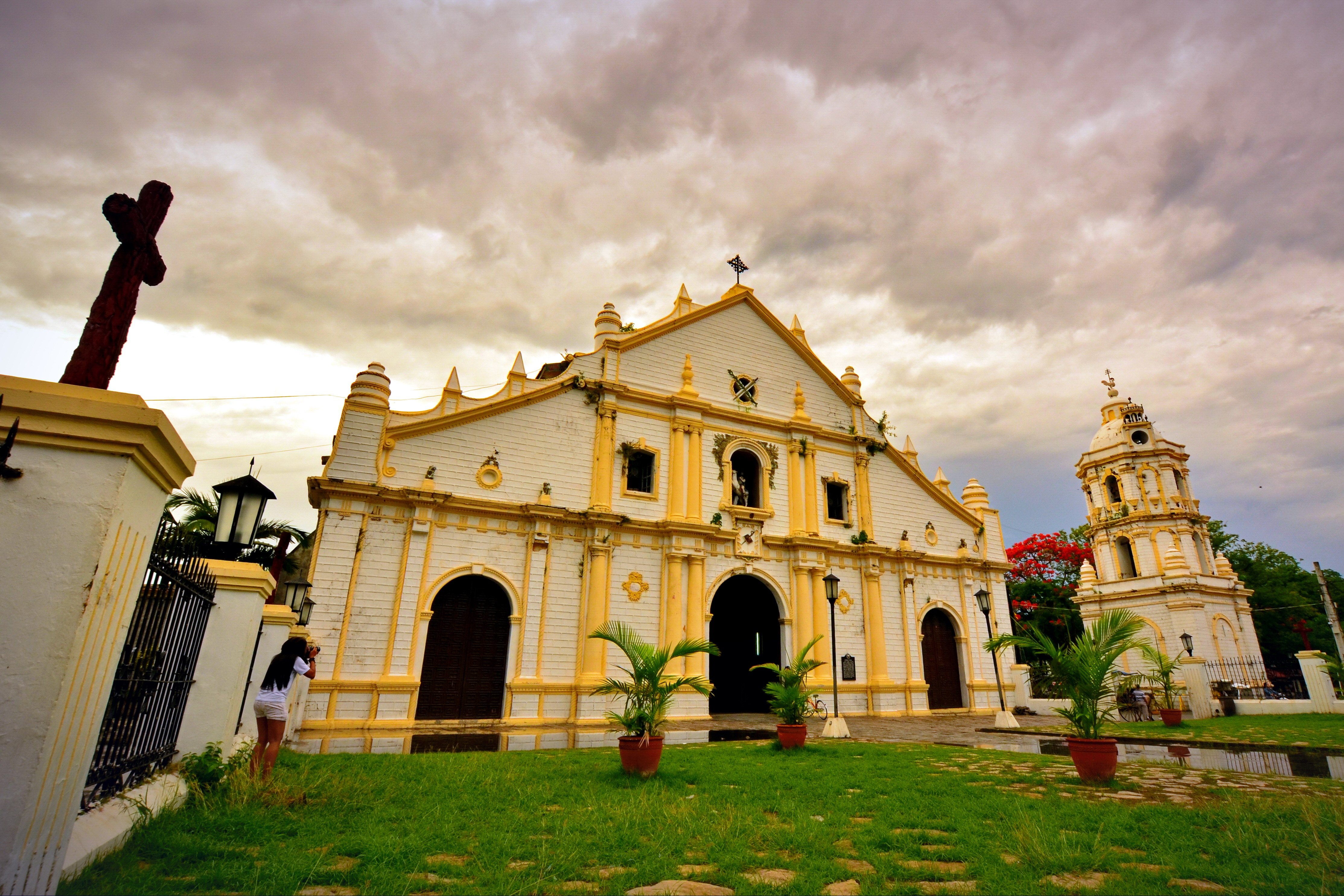
Catedral de Vigan.

La provincia de Ilocos Sur se extiende al sur de Ilocos Norte en la isla de Luzón,  incluyendo la subprovincia de Abra. Su capital es la ciudad de Vigan y se compone de los siguientes 25 municipios:
| - Bangued - Bantay - Bucay - Cabugao - Candon - Caoayan | - Dolores - La Paz - Lapog - Magsingal - Narvacan - Pidigan | - Pilar - San Esteban - Santa - Santa Catalina - Santa Cruz - Santa Lucía | - Santa Maria - Santiago - Santo Domingo - San Vicente - Sinait - Tayum - Vigan |  |

Además comprende las siguientes nuevas poblaciones:
| - Banayoyo - Bato - Bauguen | - Danglas - Galimuyod - Lagangilang | - Lagayan - Langiden - Lidlidda | - Luba - Manabo - Nagbukel | - Nueva Coveta - Peñarrubia - Sallapadan | - San Quintin - Tubo - Villaviciosa. |  |

Según el censo de 1918 esta provincia tenía una extensión superficial de 1.145 km², la poblaban 217.410 almas que habitaban en 22 municipios, 2 distritos municipales y 441 barrios. El gobierno civil quedó establecido el 1 de septiembre de 1901 en su capital Vigan.

#### Abra
Según el censo de 1918 la subprovincia de Abra tenía una extensión superficial de 3.820 km², la poblaban 71.721 almas que habitaban 17 municipios, 19 distritos municipales y 159 barrios. Su capital era Bangued.
Comprende los municipios de Bangued (the capital of the province), Bucay, Danglas, Dolores, Lagayan, Langangilang, Langiden, La Paz, Luba, Manabo, Peñarrubia, Pidigan, Pilar, Sal-lapadan, San Juan, San Quintin, Tayum y Villaviciosa.
Comprende los distritos municipales de Alava, Anayan, Ba-ay, Bangilo, Bolinay, Bucloc, Buneg, Caganayan, Daguioman, Danac, Lacub, Lanec, Licuan, Malibcong, Mataragan, Naglibacan, Tiempo, Tineg y Tubo.

### Iloilo

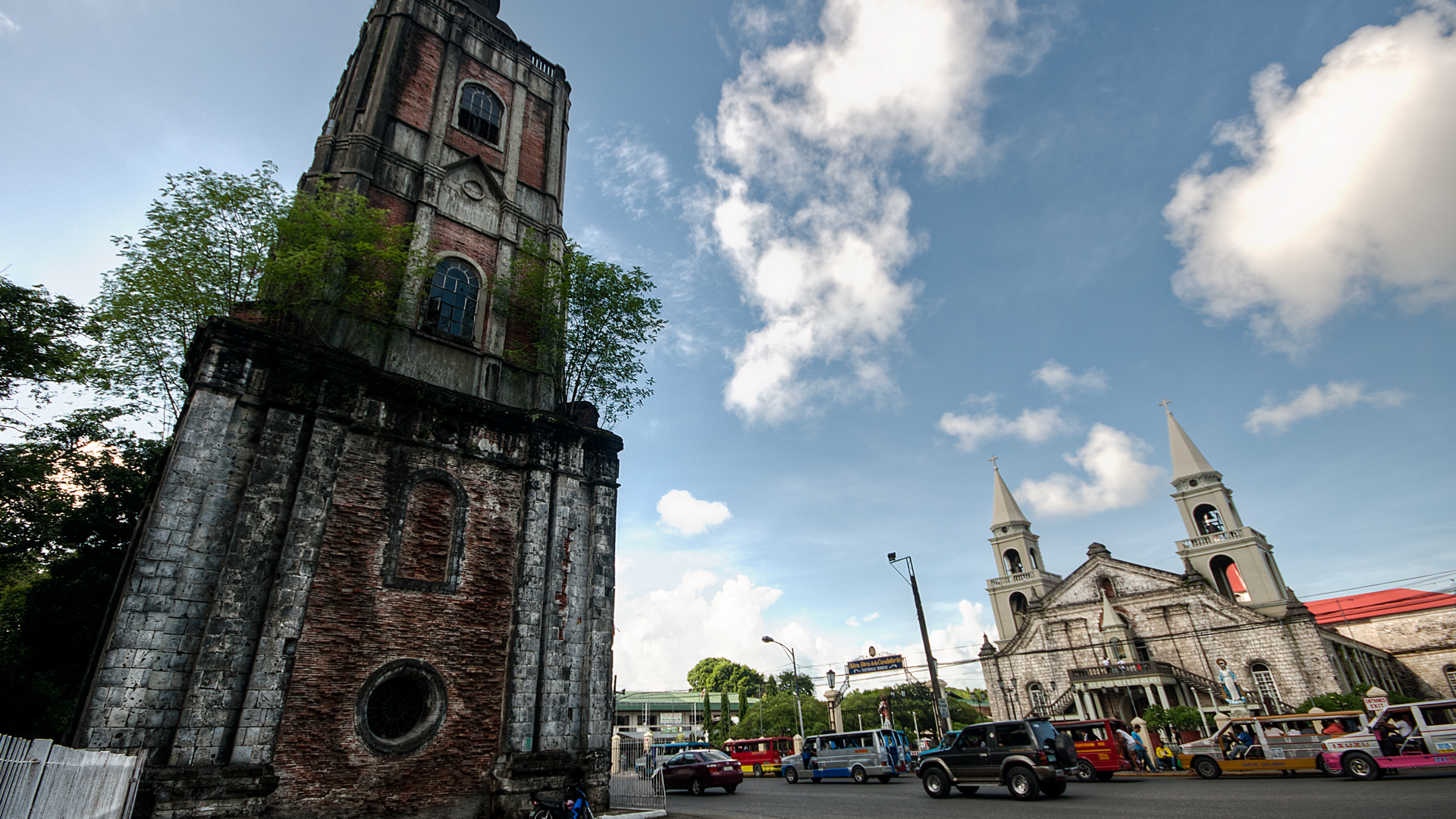
Catedral de la Ciudad de Jaro.

La provincia de Iloilo ocupa la parte sureste de la isla de Panay, e incluye la isla de Guimarás y otras islas adyacentes. Su capital es Iloílo y la forman los siguientes 24 municipios:
| - Arévalo - Balasan - Banate - Barotac Nuevo - Buenavista - Cabatuan | - Dingle - Dueñas - Dumangas - Guimbal - Iloilo - Janiuay | - Jaro - Lambunao - Leon - Miagao - Oton - Passi | - Pototan - San Joaquin - San Miguel - Santa Bárbara - Sara - Tigbauan. |  |

Según el censo de 1918 esta provincia tenía una extensión superficial de 5.284 km², la poblaban 508.272 almas que habitaban en 31 municipios con 1.310 barrios. El gobierno civil quedó establecido el 11 de abril de 1901 en su capital Iloilo.

### Isabela

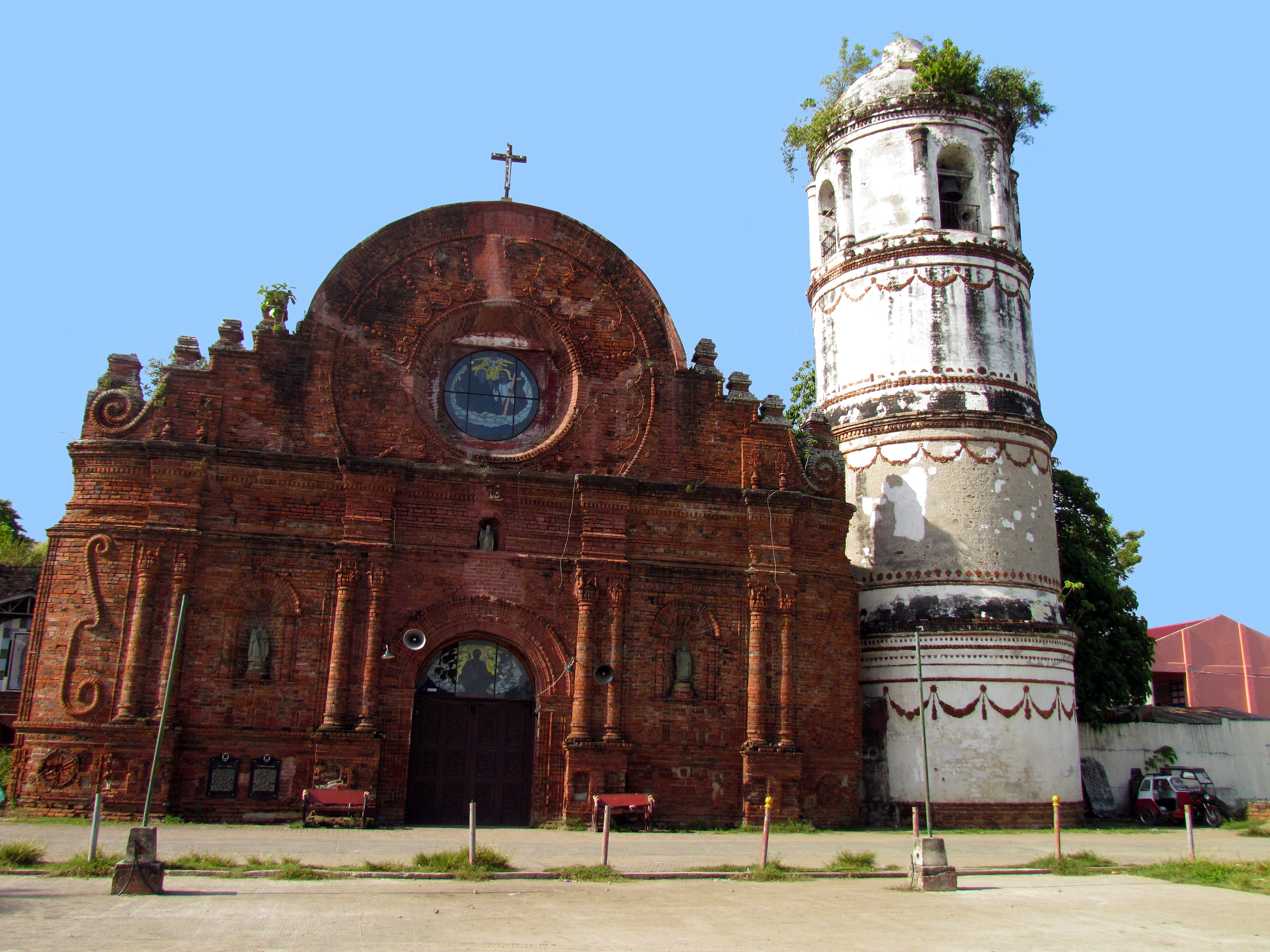
Iglesia de Tumauini.

La provincia de Isabela, se extiende al sur de Cagayán en el noreste de la isla de Luzón. Su capital es Ilagan y comprende los siguientes 13 municipios:
| - Angadanan - Cabagan - Cauayan - Echagüe - Gamu - Ilagan | - Naguilian - Palanan - Reina Mercedes - San Pablo - Santa Maria - Santiago | - Tumauini. |  |

También comprende la nueva población de San Mariano.
Según el censo de 1918 esta provincia tenía una extensión superficial de 10.495 km², la poblaban 112.965 almas que habitaban en 13 municipios, 1 distrito municipal y 1 asentamiento con un total de 249 barrios. El gobierno civil quedó establecido el 23 de agosto de 1901 en su capital Ilagan.

### Laguna

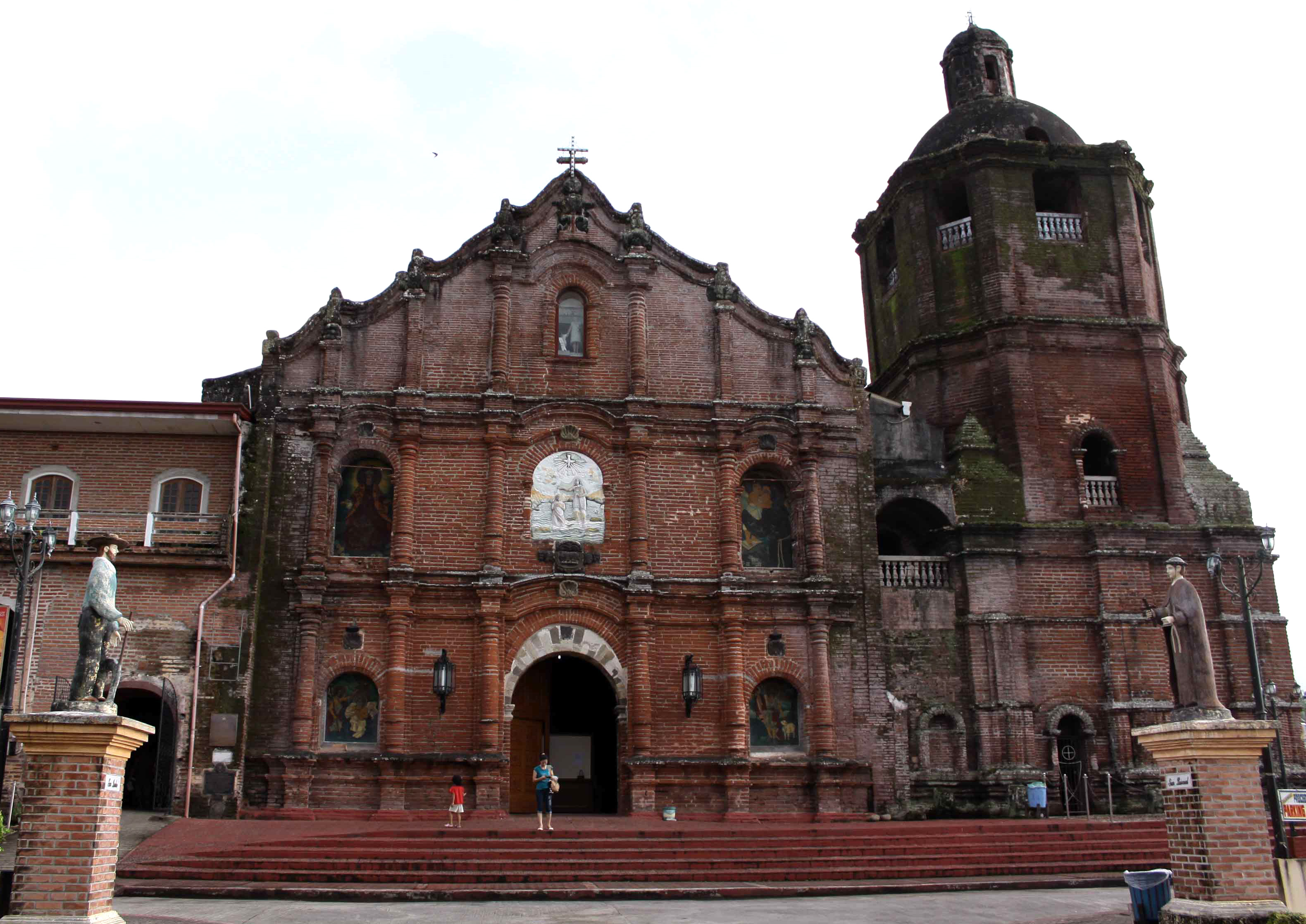
Iglesia de Liliw.

La provincia de Laguna, situada en la isla de Luzón, al sur de la Laguna de Bay. Su capital es Santa Cruz y comprende los siguientes municipios:
| - Alaminos - Bay - Biñan - Cabuyao - Calamba - Calauan | - Cavinti - Famy - Lilio - Longos - Los Baños - Luisiana | - Lumban - Mabitac - Magdalena - Majayjay - Nagcarlan - Paete | - Pagsanjan - Pangil - Pila - San Pablo - San Pedro - Santa Cruz | - Santa Maria - Santa Rosa - Siniloan |  |

Según el censo de 1918 esta provincia tenía una extensión superficial de 1.870 km², la poblaban 195.371 almas que habitaban en 28 municipios con 581 barrios. El gobierno civil quedó establecido el 1 de julio de 1902 en su capital Santa Cruz.

### La Unión

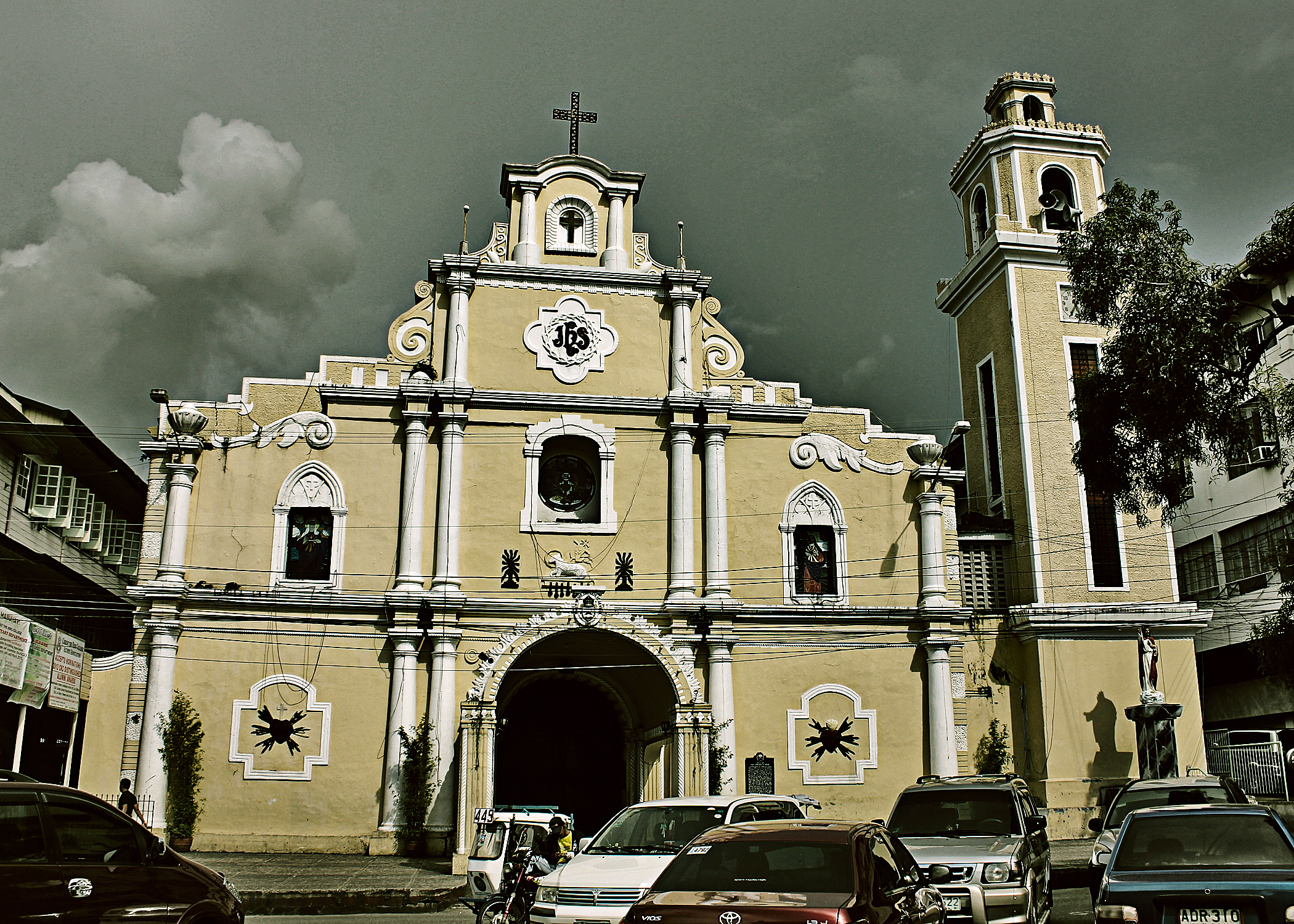
Catedral de San Guillermo El Ermitaño.

La provincia de La Unión, situada en la isla de Luzón, al noreste del golfo de Lingayen. Su capital San Fernando es y comprende los siguientes municipios:
| - Agoo - Aringay - Bacnotan - Balaoan - Bangar - Bauang | - Caba - Luna - Naguilian - Rosario | - San Fernando - San Juan - Santo Tomas - Tubao. |  |

Según el censo de 1918 esta provincia tenía una extensión superficial de 907 km², la poblaban 160.575 almas que habitaban en 14 municipios con 354 barrios. El gobierno civil quedó establecido el 15 de agosto de 1901 en su capital San Fernando.

### Leyte

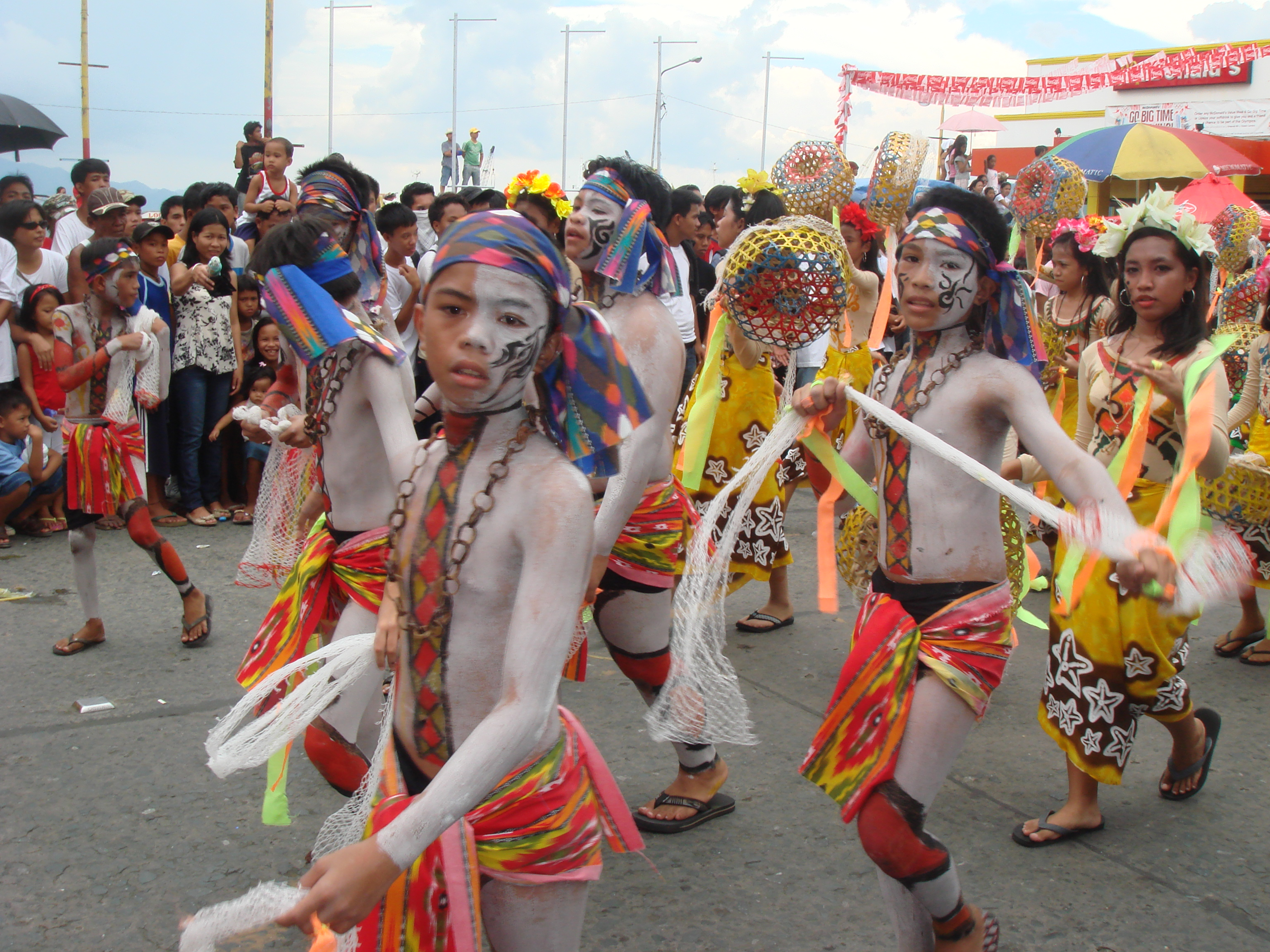
Festival de Los Pintados.

La provincia de Leyte ocupa la isla de Leyte e islas adyacentes. Su capital es Tacloban y la forman los siguientes 42 municipios:
| - Abuyog - Alangalang - Babatngon - Barugo - Bato - Baybay - Biliran - Burauen | - Cabalian - Caibiran - Carigara - Dagami - Dulag - Hilongos - Hindang - Hinunangan | - Hinundayan - Inopacan - Jaro - Kawayan - Leyte - Libagon - Liloan - Maasin | - Macrohon - Malitbog - Maripipi - Matalom - Mérida - Naval - Ormoc - Palo - Palompon | - Pastrana - Pintuyan - San Isidro - San Miguel - Sogod - Tacloban - Tanauan - Tolosa - Villaba |  |

Según el censo de 1918 esta provincia tenía una extensión superficial de 7.783 km², la poblaban 597.995 almas que habitaban en 46 municipios con 969 barrios. El gobierno civil quedó establecido el 22 de abril de 1901 en su capital Tacloban.

### Mindoro

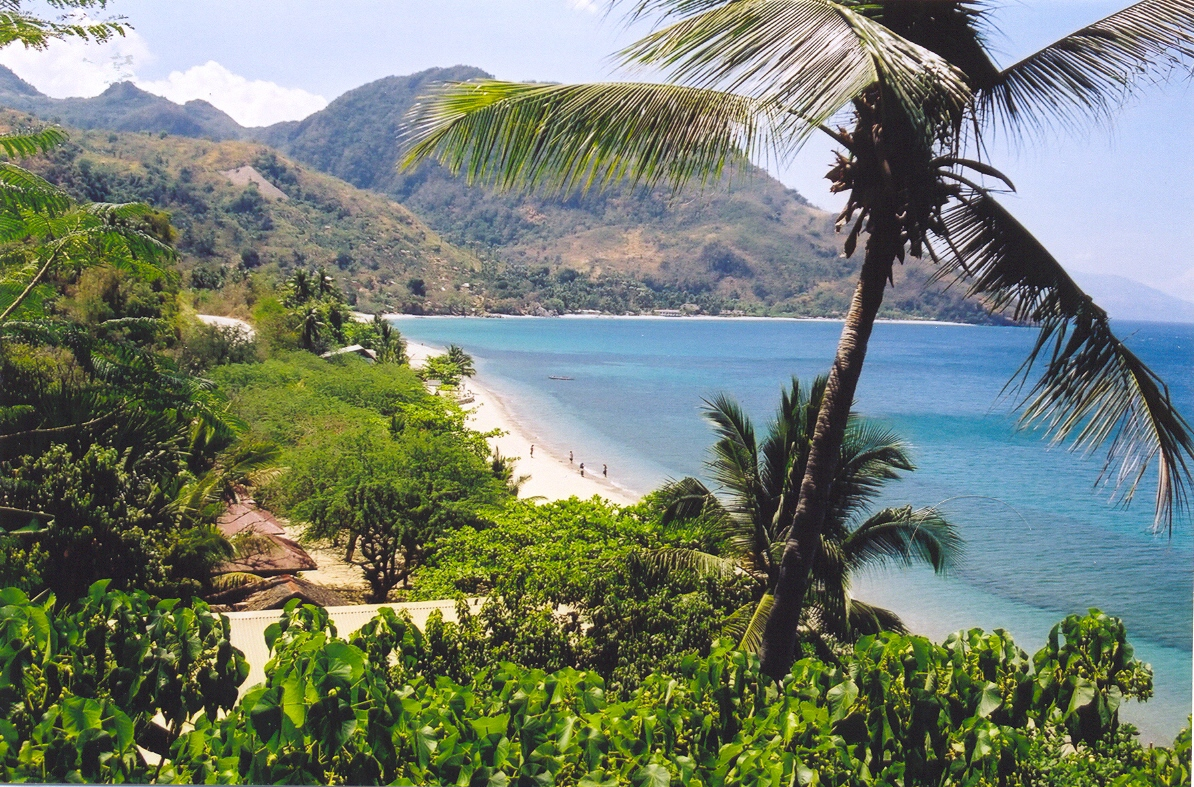
Playa al norte de Mindoro.

La provincia de Mindoro la forman las islas de Mindoro, la de Lubang, la de Maestre de Campo y otras islas adyacentes a cualquiera de las anteriores no incluidas en el territorio de otra provincia. Su capital es Calapan y forman esta provincia las siguientes 13 nuevas poblaciones (townships):
| - Abra de Ilog - Bulalacao - Calapan - Caluya - Concepción | - Lubang - Mamburao - Nauján - Paluán - Pinamalayán | - Pola - Sablayan - San José |  |

El territorio de Marinduque fue ocupado en  1901 y organizado como provincia en junio de 1902. En el mes de noviembre Mindoro y la isla de Lubang se separaron.
Según el censo de 1918 esta provincia tenía una extensión superficial de 10.173 km², la poblaban 73.822 almas que habitaban en 12 distritos municipales con 106 barrios.

### Misamis
La provincia de Misamis ocupa el norte de la isla de Mindanao, incluyendo la isla de Camiguin y otras pequeñas islas adyacentes. Su capital es Cagayán y la forman los siguientes 14 municipios:
| - Baliangao - Balingasag - Cagayan - Catarmán - Gingoog | - Initao - Jiménez - Mambajao - Misamis - Oroquieta | - Plaridel - Sagay - Tagoloan - Talisayan |  |

La provincia de Misamis incluía la subprovincia de Bukidnon que fue segregada en 1907 pasando a formar parte de la nueva provincia de Agusan.
Según el censo de 1918 esta provincia tenía una extensión superficial de 2.668 km², la poblaban 198.981 almas que habitaban en 15 municipios con 186 barrios. El gobierno civil quedó establecido el 15 de mayo de 1901 en su capital Cagayán.

### La Montaña
La Provincia de La Montaña (Mountain Province) ocupa la parte central del norte de la isla de Luzón y comprende 7 subprovincias, a saber; Amburayan, Apayao, Benguet, Bontoc, Ifugao (separada de Nueva Vizcaya), Kalinga (separada de Cagayán), y Lepanto.

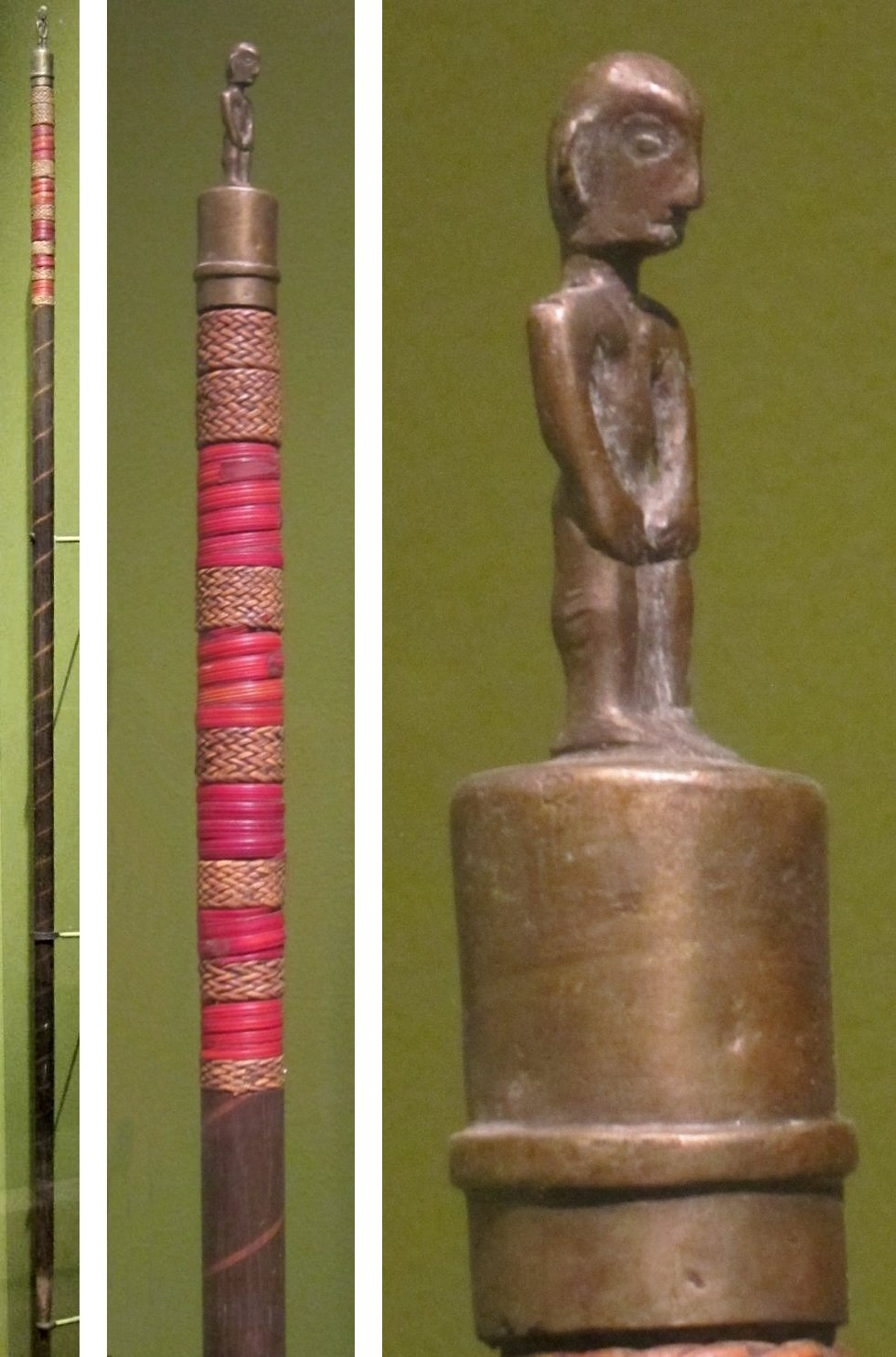
personal de la oficina de Bontoc, Honolulu Museum of Art.

La provincia de Benguet se organizan en el año 1900 siendo su capital Baguio.
En 1902 se crea la nueva provincia de Lepanto-Bontoc con capital en Cervantes y con tres subprovincias: Amburayan, Lepanto y Bontoc. Kalinga se separa en 1907.
Apayao que formaba parte de la provincia de Cagayán se separa en 1907 formando la subprovincia del mismo nombre. Lo mismo sucede con Ifugao que hasta 1902 formaba parte de la  provincia de Nueva Vizcaya. Esta provincia especial (special province of the Archipielago) data del año 1908 siendo su capital Bontoc.
Habrá un teniente gobernador para cada una de las subprovincias de Benguet, Ifugao, Bontoc, Kalinga y Apayao, así como un teniente-gobernador que se hará cargo de las subprovincias de Lepanto y Amburayan.
Según el censo de 1918 esta provincia tenía una extensión superficial de 16.694 km², la poblaban 238.071 almas que habitaban en 1 solo municipio, 51 distritos municipales y 563 barrios. El gobierno civil quedó establecido en 1900 en su capital Baguio.

#### Amburayan
La subprovincia de Amburayan la forman el municipio de Tagudin y los distritos municipales de
| - Alilem - Bakun | - San Gabriel - Santol | - Sigay - Sudipen | - Sugpon - Suyo |  |

Según el censo de 1918 esta subprovincia tenía una extensión superficial de 917 km², la poblaban 32 096 almas que habitaban en 1 municipio, 8 distritos municipales y 237 barrios. Su capital, Tagudin, contaba con 11 237 habitantes.

#### Apayao
Según el censo de 1918, esta subprovincia tenía una extensión superficial de 4.898 km2, la poblaban 11 123 almas que habitaban en 5 distritos municipales y 136 barrios. Su capital era Kabugao.

#### Benguet
La subprovincia de Benguet la forman la ciudad de Baguio, y los distritos municipales de
| - Atok - Bagulin - Bokod - Buguias | - Disdis - Itogon - Kabayan - Kapangan | - Kibungan - La Trinidad - Pugo - Tuba | - Tublay |  |

Según el censo de 1918 la ciudad de Baguio tenía una extensión superficial de 49 km². La poblaban 11.952 almas. La capital de Benguet obtiene la carta de ciudad el año de 1909.
Según el censo de 1918 esta subprovincia, excluida la ciudad,   tenía una extensión superficial de 2.593 km², la poblaban 32.965 almas que habitaban en 13 distritos municipales y 95 barrios. Su capital La Trinidad contaba con 505 habitantes.

#### Bontoc

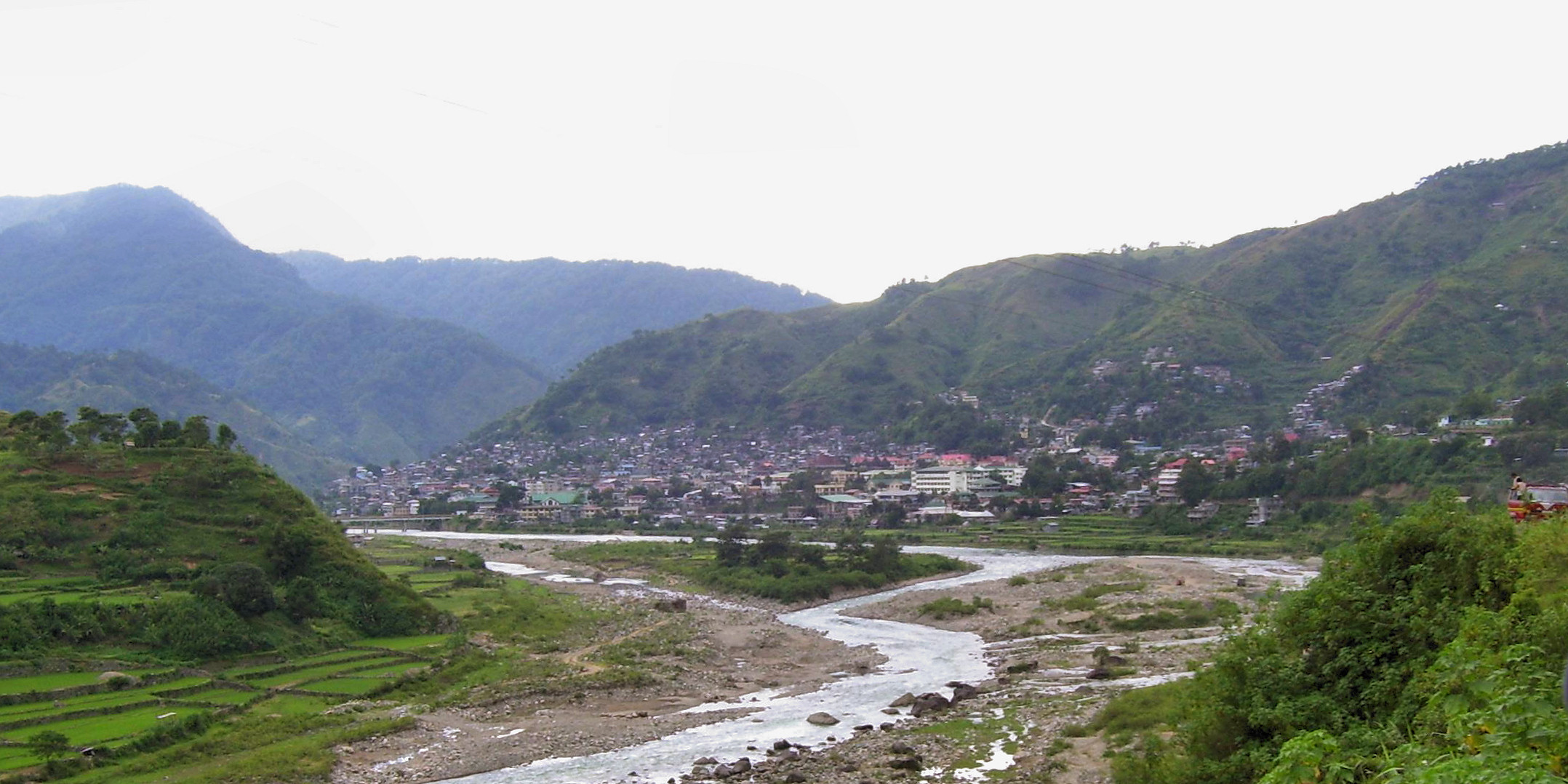
Bontoc.

La subprovincia de Bontoc la forman los distritos municipales de Bontoc, su capital, y de Sagada.
Según el censo de 1918 esta subprovincia tenía una extensión superficial de 1.528 km², la poblaban 33.581 almas que habitaban en 7 distritos municipales y 47 barrios. Su capital Bontoc contaba con 303 habitantes.

### Ifugao
Según el censo de 1918 esta sub-provincia de Ifugao tenía una extensión superficial de 2.012 km², la poblaban 66.574 almas que habitaban en 3 distritos municipales y 191 barrios. Su capital Kiangan contaba con 276 habitantes.

### Kalinga
Según el censo de 1918 esta sub-provincia de Kalinga  tenía una extensión superficial de 2.940 km², la poblaban 25.624 almas que habitaban en 4 distritos municipales y 39 barrios. Su capital Lubuagan contaba con 221 habitantes cristianos.

#### Lepanto
La subprovincia de Lepanto la forman los distritos municipales de 
| - Ampusungan - Angaki - Banaao | - Bauko - Besao - Cervantes | - Concepción - Kayan - Mankayan | - Sabangany - San Emilio |  |

Según el censo de 1918 esta sub-provincia de Lepanto  tenía una extensión superficial de 1.761 km², la poblaban 36.108 almas que habitaban en 11 distritos municipales y 81 barrios. Su capital Cervantes contaba con 2.513 habitantes cristianos.

### Nueva Écija

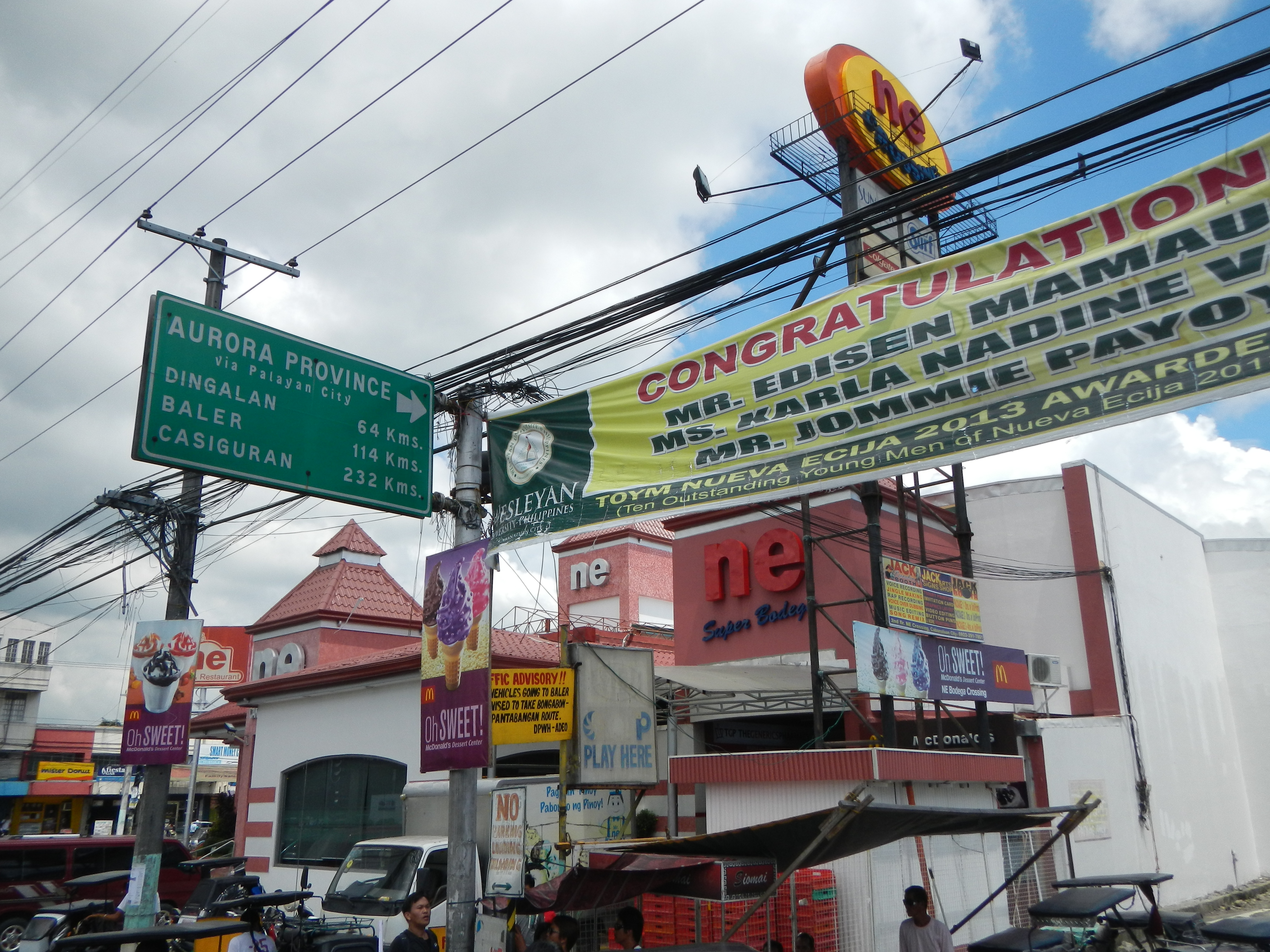
Cabanatuan City Maharlika Highway

La provincia de Nueva Écijase encuentra situada en el centro-norte de Luzón. Su capital es Cabanatuan  y comprende los siguientes 25 municipios:
| - Aliaga - Bongabon - Cabanatuan - Cabiao - Carranglan | - Cuyapo - Gapan - Guimba - Jaén - Licab | - Lupao - Muñoz - Nampicuan - Pantabangan - Peñaranda | - Quezon - Rizal - San Antonio - San Isidro - San Jose | - San Leonardo - Santa Rosa - Santo Domingo - Talavera - Zaragoza |  |

Según el censo de 1918 esta provincia tenía una extensión superficial de 5.359 km², la poblaban 277.636 almas que habitaban en 26 municipios con 223 barrios. El gobierno civil quedó establecido el 11 de junio de 1901 en su capital Cabanatuan.

### Nueva Vizcaya

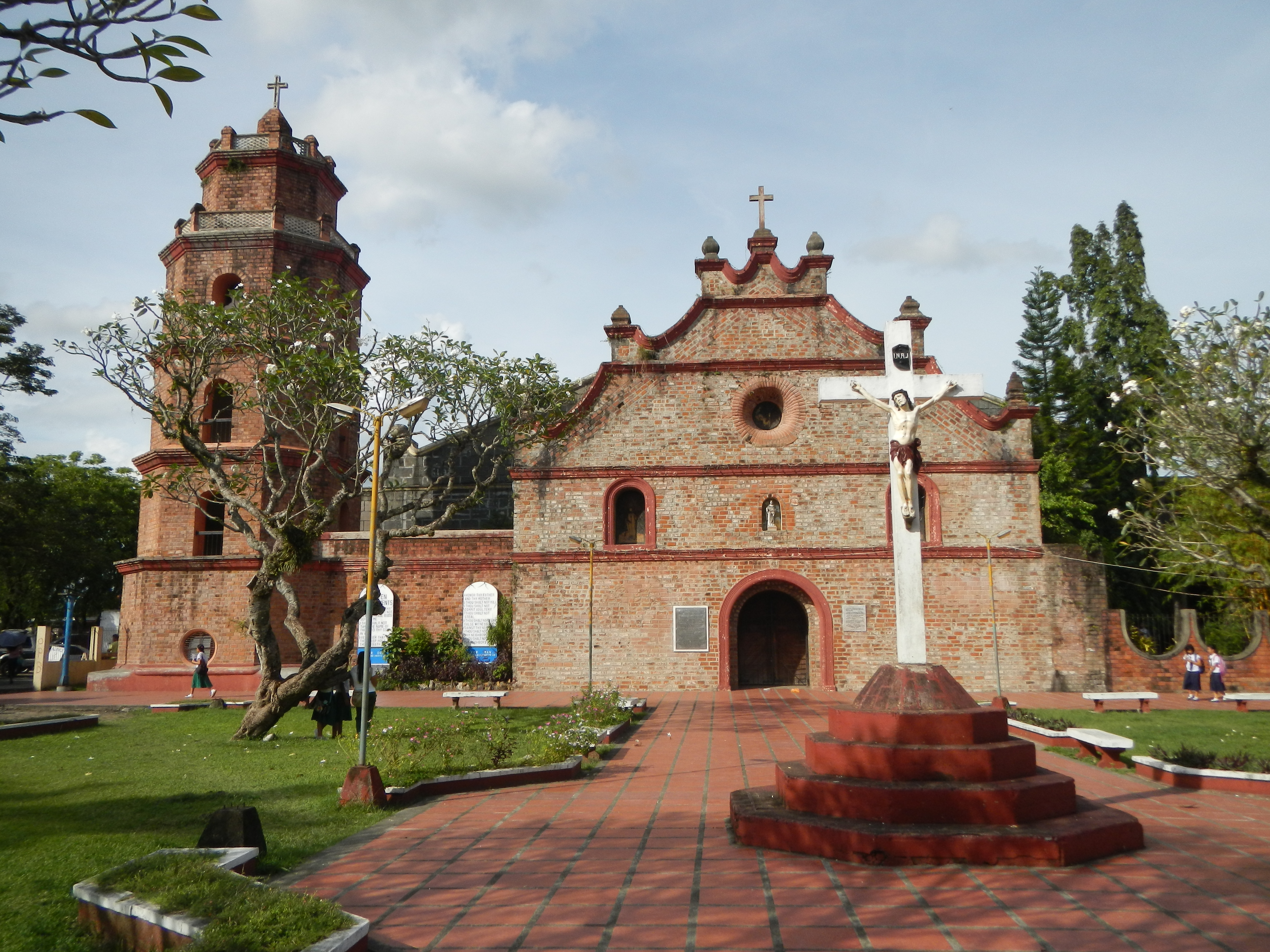
Catedral de Bayombog.

La provincia de Nueva Vizcaya se encuentra situada en el centro-norte de la isla de Luzón al sureste de la provincia de La Montaña y al suroeste de la provincia de Isabela. Su capital es Bayombong  y comprende los siguientes 8 distritos municipales:
| - Bagabag - Bambang | - Bayombong - Dupax | - Imugan - Kayapa | - Santa Cruz - Solano |  |

El gobierno civil quedó establecido en enero de 1902 en su capital Bayombong.
En 1905 Nueva Vizcaya se convierte en provincia especial. 
Hasta 1908 Ifugao formaba parte de esta provincia, entonces pasó a ser una de las siete subprovincia de    provincia especial La Montaña (special province of the Archipielago). Esta merma territorial fue compensada con territorios de la antigua Comandancia de Binatangan que pertenecían hasta entonces a la provincia de Isabela.
Según el censo de 1918 esta provincia tenía una extensión superficial de 9.143 km², la poblaban 35.819 almas que habitaban en 8 distritos municipipales y 153 barrios.

### Negros Occidental

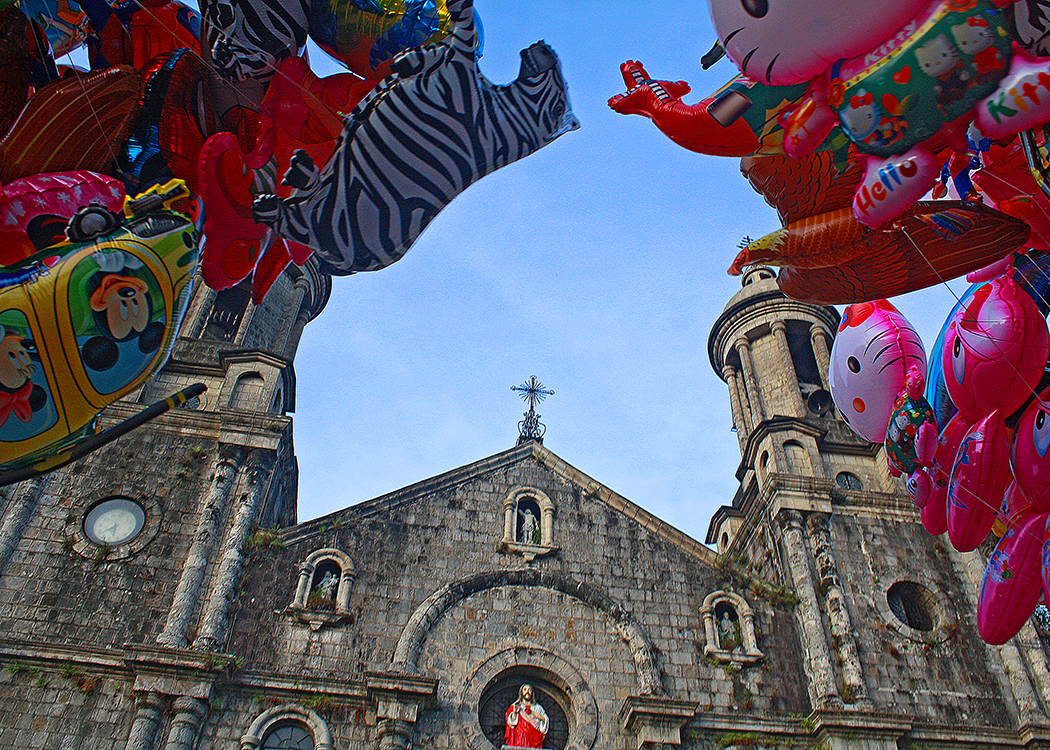
Catedral de Bacólod.

La provincia de Negros Occidental se encuentra situada en la isla de Negros ocupando el norte y el oeste y también algunas de las pequeñas islas adyacentes. Su capital es Bacólod y las forman los siguientes 22 municipios:
| - Bacolod - Bago - Binalbagan - Cádiz - Cauayan - Escalante | - Himamaylan - Hinigaran - Ilog - Isabela - Kabankalan - La Carlota | - Manapla - Murcia - Pontevedra - Sagay - San Carlos - Saravia | - Silay - Talisay - Valladolid - Victoria |  |

Según el censo de 1918 esta provincia tenía una extensión superficial de 8.094 km², la poblaban 397.325 almas que habitaban en 25 municipios con 442 barrios. El gobierno civil quedó establecido el 20 de abril de 1901 en su capital Bacólod.

### Negros Oriental

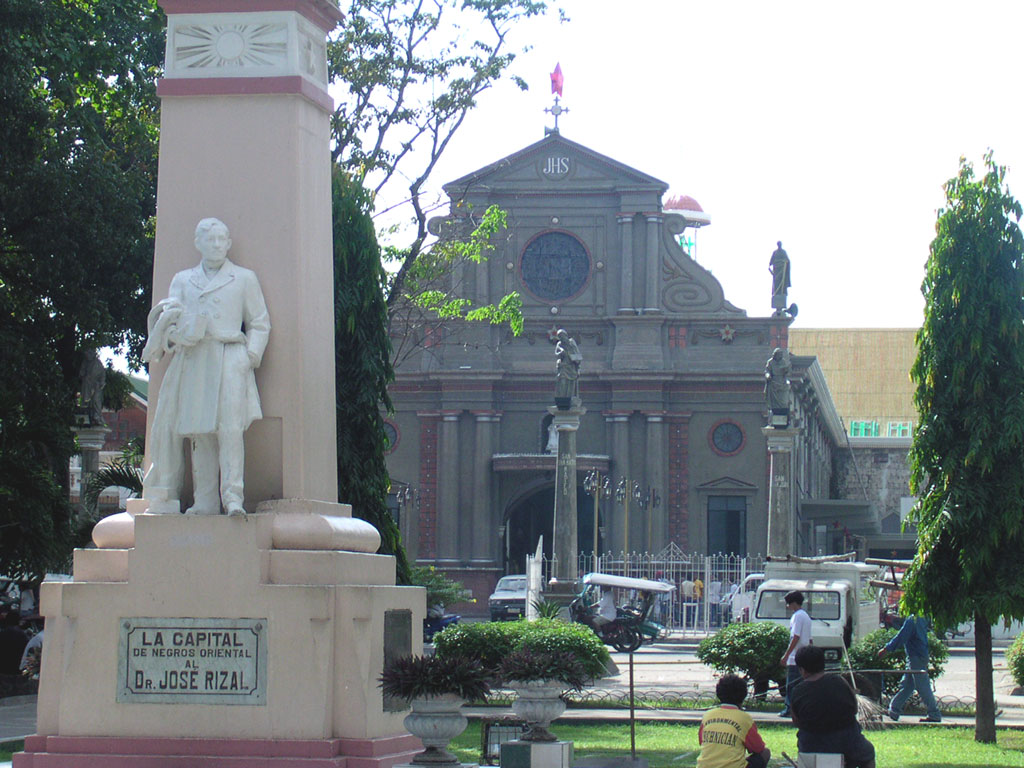
Catedral de Dumaguete.

La provincia de Negros Oriental ocupa el sur y el este de la isla de Negros, con pequeñas islas adyacentes, e incluye también la subprovincia de Siquijor en la isla del mismo nombre. Su capital es Dumaguete y la forman los siguientes municipios:
| - Ayuquitan - Bacong - Bais - Dauin - Dumaguete - Gihulñgan | - Jimalalud - Larena - Lazi - Luzuriaga - Manjuyod - Maria | - San Juan - Siaton - Sibulan - Siquijor - Tanjay - Tayasan | - Tolong - Vallehermoso - Zamboanguita. |  |

Según el censo de 1918 esta provincia tenía una extensión superficial de 4.926 km², la poblaban 272.236 almas que habitaban en 22 municipios con 327 barrios. El gobierno civil quedó establecido el 1 de mayo de 1901 en su capital Dumaguete.

### Paragua

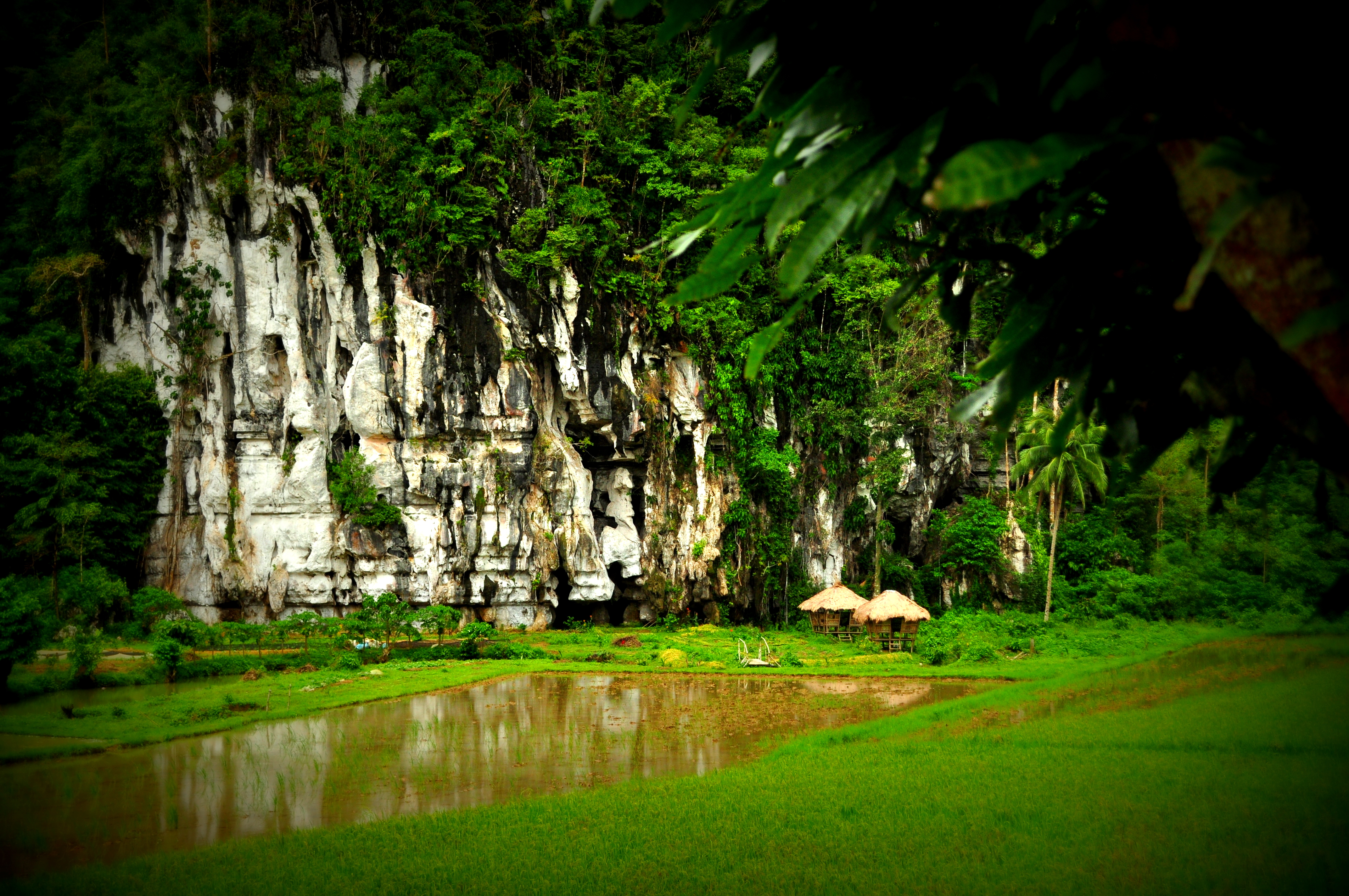
Dos cabañas y un desfile de elefantes.

La provincia de Palawan consta de las siguientes islas: La Paragua, Dumaran y Balabac,  Islas Calamian,  islas Cuyo,  Islas Cagayanes y otras islas adyacentes no incluidas en alguna otra provincia. Su paital es Puerto Princesa y las forman los siguientes distritos municipales:
| - Cagayancillo - Coron | - Cuyo - Puerto Princesa | - Taytay |  |

El gobierno civil quedó establecido el 23 de junio de 1902 en su capital Cuyo.
En 1903 amplia su territorio.
En 1905 cambia su nombre oficial por el de Palawan.
La capital se traslada de Cuyo a Puerto Princesa.

Según el censo de 1918 esta provincia tenía una extensión superficial de 14.553 km², la poblaban 69.061 almas que habitaban en 8 distritos municipales y 132 barrios.

### La Pampanga

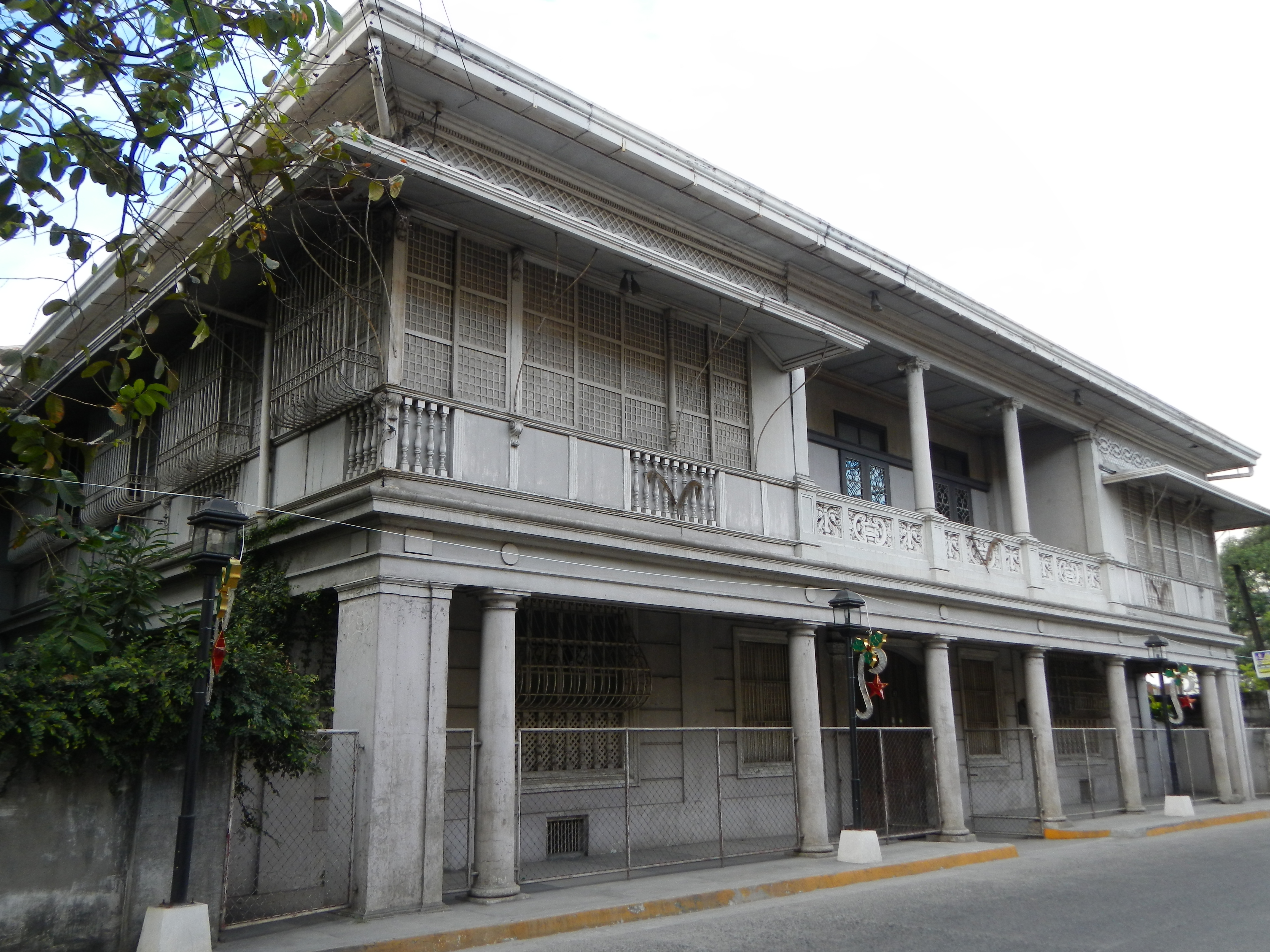
casa Hizon-Singian.

La provincia de Pampanga se encuentra situada en la isla de Luzón al norte de la bahía de Manila. Su capital es San Fernando y la forman los siguientes 16 municipios:
| - Ángeles - Apalit - Arayat - Bacolor - Candaba | - Floridablanca - Guagua - Lubao - Mabalacat - Macabebe | - Magalan - Masantol - México - Minalin - Porac | - San Fernando | - San Luis - San Simón - Santa Ana - Santa Rita - Sexmoan |  |

Según el censo de 1918 esta provincia tenía una extensión superficial de 2.132 km², la poblaban 257.641 almas que habitaban en 21 municipios con 410 barrios. El gobierno civil quedó establecido el 13 de febrero de 1901 en su capital San Fernando.

### Pangasinán
La provincia de Pangasinan se encuentra en el centro de la isla de Luzón y se extiende al sur del Golfo de Lingayen. Su capital es Lingayen y comprende los siguientes 46 municipios:
| - Agno - Aguilar - Alaminos - Alava - Alcala - Anda - Asingan - Balincaguin - Balungao - Bani - Bautista | - Bayambang - Binalonan - Binmaley - Bolinao - Burgos - Calasiao - Dagupan - Dasol - Infanta - Labrador - Lingayen - Malasiqui | - Manaoag - Mangaldan - Mangatarem - Mapandan - Natividad - Pozorrubio - Rosales - Salasa - San Carlos - San Fabián - San Jacinto | - San Manuel - San Nicolas - San Quintin - Santa Bárbara - Santa Maria - Santo Tomas - Sual - Tayug - Umingan - Urbiztondo - Urdaneta - Villasis |  |

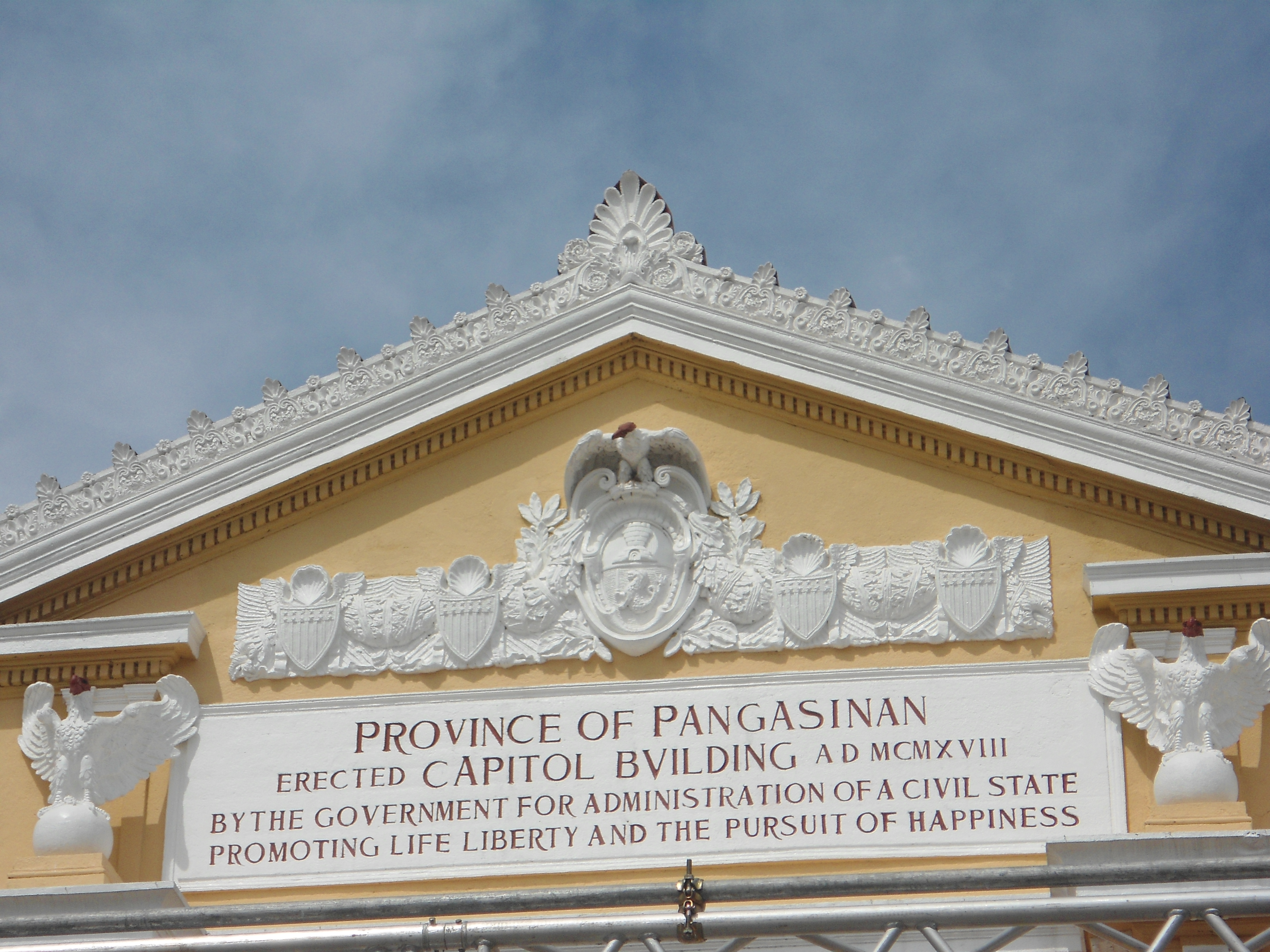
Frontis de Casa Real.

También comprende el distrito municipal de Artacho.
El gobierno civil quedó establecido el 18 de febrero de 1901 en su capital Lingayen.
En 1903 amplia su territorio con 7 municipios de la provincia de Zambales: Alaminos, Bolinao, San Isidro, Infanta, Anda, Bani y Agno.
Según el censo de 1918 esta provincia tenía una extensión superficial de 5.035 km², la poblaban 567.732 almas que habitaban en 46 municipios con 809 barrios. El gobierno civil quedó establecido el 18 de febrero de 1901 en su capital Lingayen.

### Rizal
La provincia de Rizal se encuentra situada en el centro de la isla de Luzón,  al este de la bahía de Manila y al norte de la Laguna de Bay. Su capital es Pasig y comprende los siguientes 24 municipios:
| - Antipolo - Binangonan - Cainta - Caloocan - Cardona - Jala-jala | - Las Piñas - Makati - Malabon - Mariquina - Montalban - Morong | - Navotas - Parañaque - Pasay - Pasig - Pateros - Pililla | - San Felipe Neri - San Juan del Monte - San Mateo - Tagig - Tanay - Taytay |  |

Según el censo de 1918 esta provincia tenía una extensión superficial de 2.328 km², la poblaban 230.205 almas que habitaban en 26 municipios con 203 barrios. El gobierno civil quedó establecido en junio de 1901, cuando fue creada esta nueva provincia,   en su capital Pasig.

### Samar

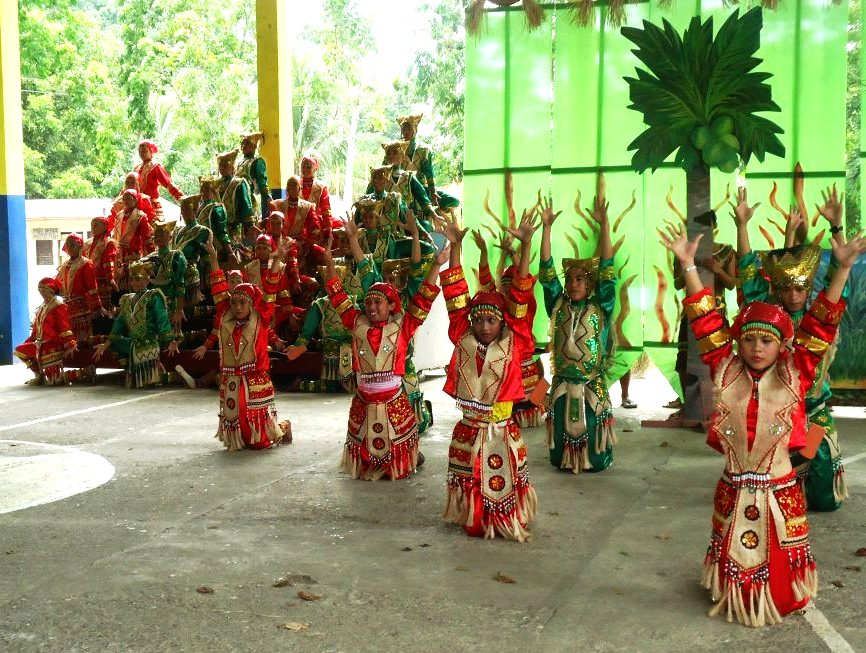
Festival Mayaw-Mayaw.

El territorio de la provincia de Samar comprende isla de Samar y las islas adyacentes. Su capital es Catbalogan y comprende los siguientes 37 municipios:
| - Allen - Almagro - Balangiga - Basey - Bobon - Borongan - Calbayog | - Calbiga - Capul - Catarman - Catbalogan - Catubig - Dolores - Gandara | - Guiuan - Hernani - Laoang - Lavezares - Llorente - Mondragon - Oquendo | - Oras - Palapag - Pambujan - Salcedo - San Antonio - San Julián - Santa Margarita - Santa Rita | - Santo Niño - Sulat - Taft - Tarangnan - Tinambacan - Villareal - Wright - Zumarraga |  |

Según el censo de 1918 esta provincia tenía una extensión superficial de 13.556 km², la poblaban 380.211 almas que habitaban en 522 barrios repatidos en 37 municipios y 8 distritos municipales. El gobierno civil quedó establecido el 17 de junio de 1902 en su capital Catbalogan.

### Sorsogon

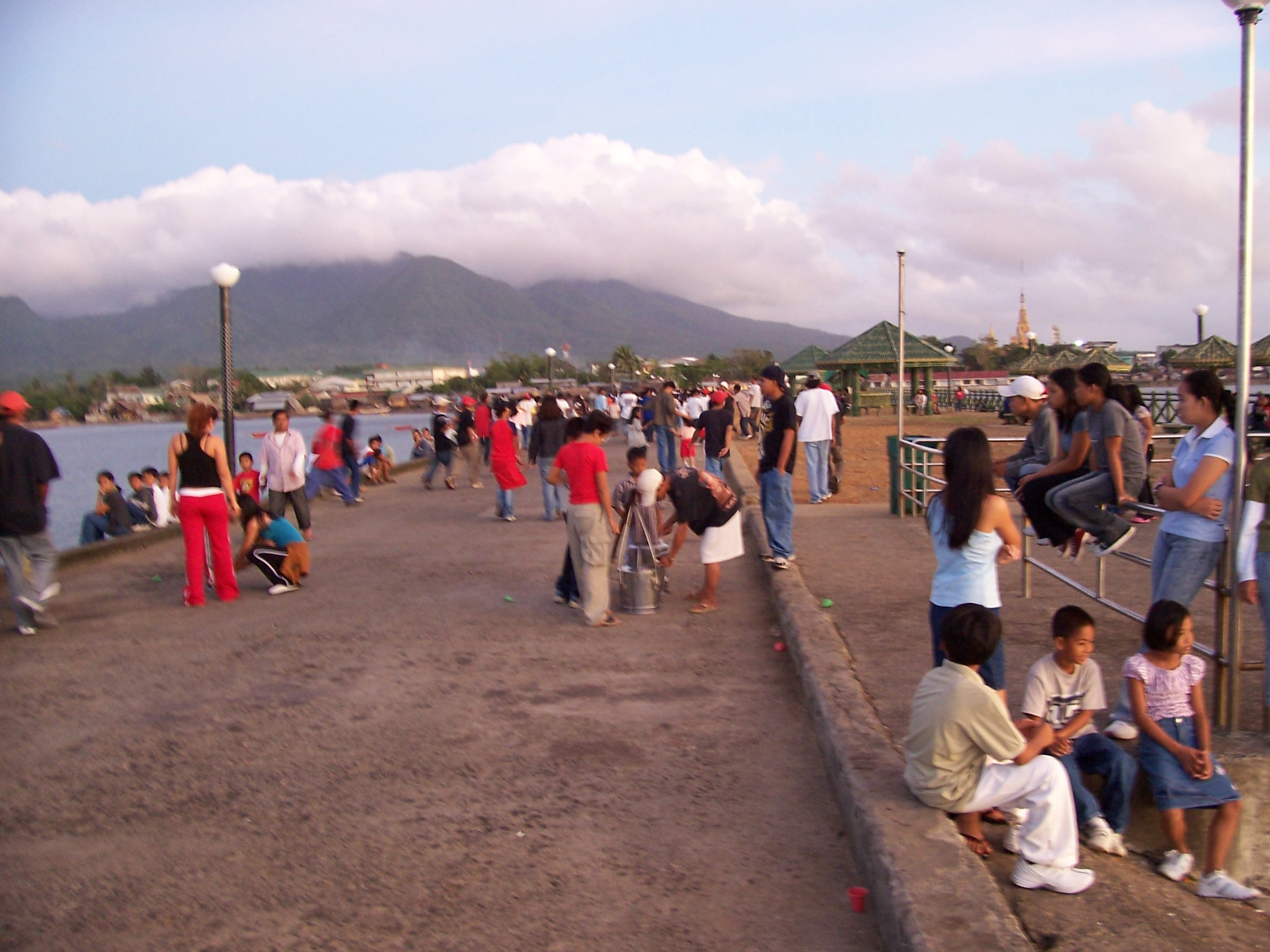
Rompeolas.

La provincia de Sorsogon se encuentra situada en el extremo sureste de la isla de Luzón e incluye pequeñas islas anexas y también de la subprovincia de Masbate, que abarca las islas de Masbate, Tizón, Burias, y todas las pequeñas islas adyacentes. Su capital es Sorsogon y comprende los siguientes 24 municipios:
| - Aroroy - Bacon - Barcelona - Bulan - Bulusan | - Casiguran - Castilla - Cataingan - Dimasalang - Donsol | - Gubat - Irosin - Juban - Magallanes - Masbate | - Matnog - Milagros - Pilar - Prieto Diaz - San Fernando | - San Jacinto - San Pascual - Santa Magdalena - Sorsogon |  |

El gobierno civil de la provincia de Masbate quedó establecido el 18 de marzo de 1901 en su capital Masbate.
El gobierno civil de la provincia de Sorsogon quedó establecido el 30 de abril de 1901 en su capital Sorsogon.
Posteriormente Masbate se incorpora a la provincia de Sorsogon como subprovincia.
Según el censo de 1918 esta provincia tenía una extensión superficial de 5.890 km², la poblaban 245.696 almas que habitaban en 24 municipios con 384 barrios.

### Surigao

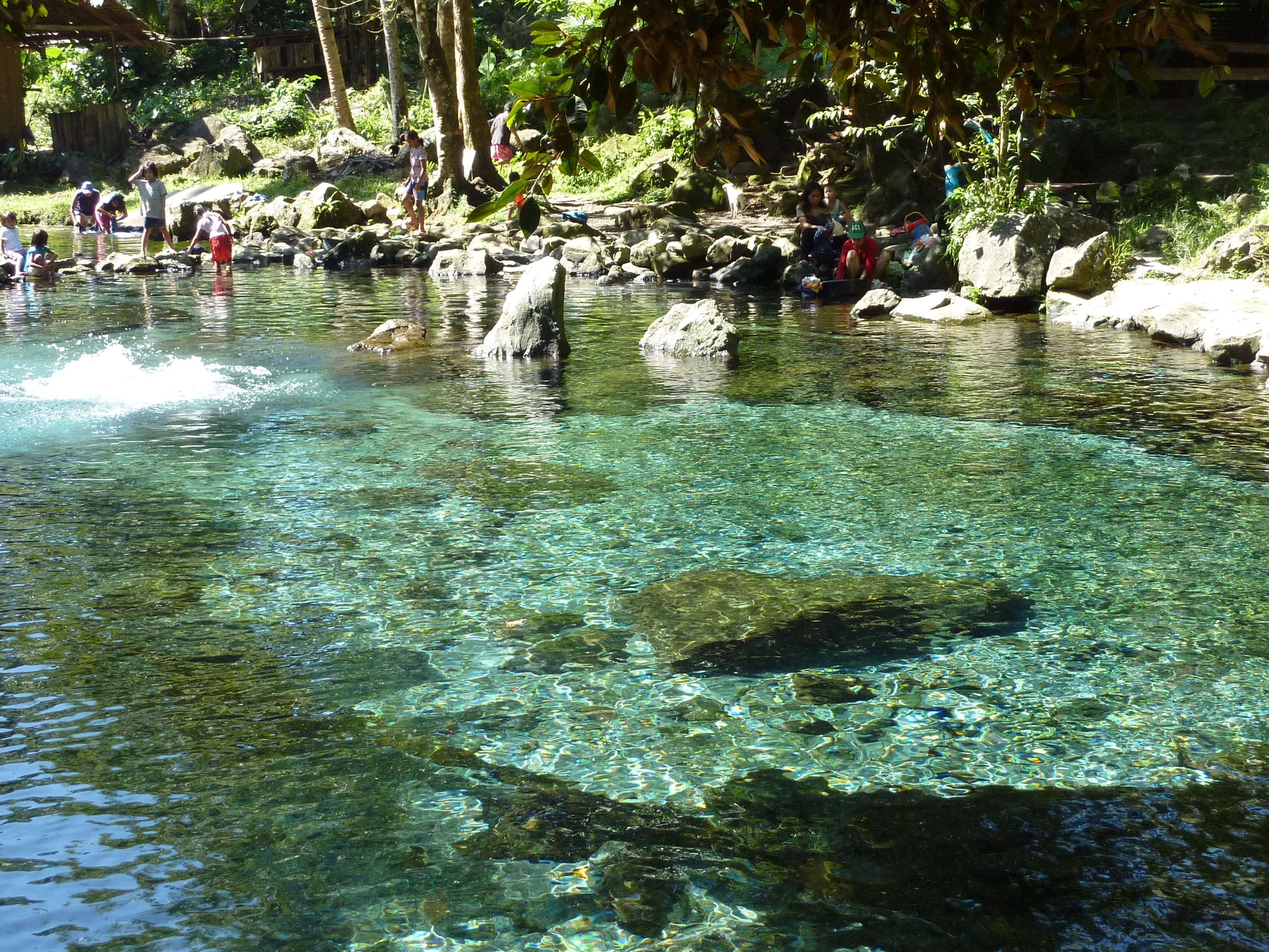
Manantial de Songkoy en Tubod.

La provincia de Surigao ocupa la parte noreste de la isla de Mindanao, incluyendo las islas de Dinagat, Siargao y Bucas Grande, con pequeñas islas anexas. Su capital es Surigao y forman esta provincia los siguientes 9 municipios:
| - Cantilan - Dapa - Dinagat - Gigaquit | - Hinatuan - Lianga - Placer - Surigao | - Tandag. |  |

El gobierno civil quedó establecido el 15 de mayo de 1901 en su capital Surigao. Incluía la subprovincia de Butuan, antes comandancia político militar.
Cuando en 1911 fue creada la provincia de Agusán, Butuán se separa de Surigao para pasar a formar parte de la nueva provincia.
Según el censo de 1918 esta provincia tenía una extensión superficial de 7.483 km², la poblaban 122.022 almas que habitaban en 14 municipios con 146 barrios.

### Tarlac

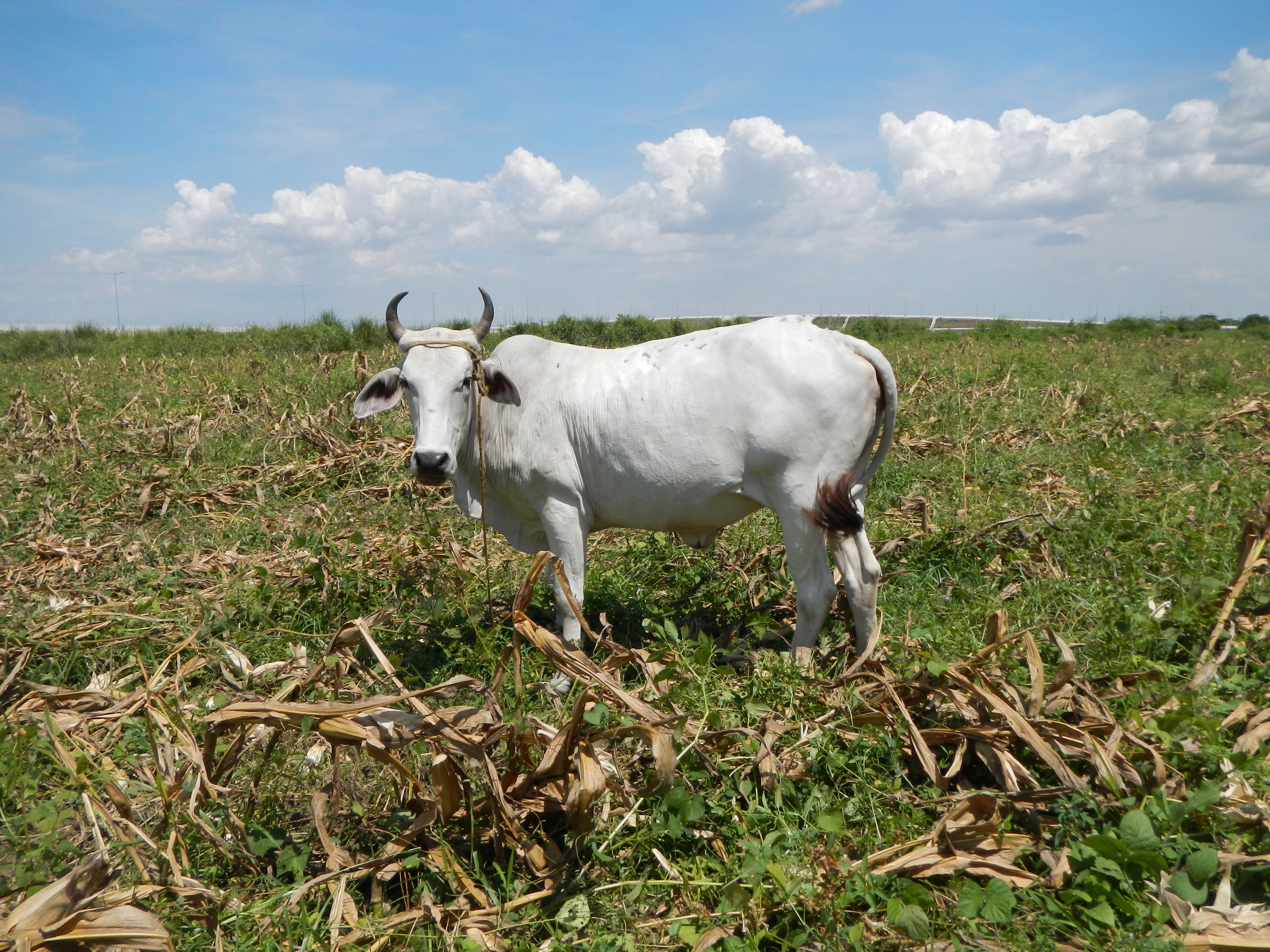
Paisaje rural.

La provincia de Tarlac se encuentra situada en el centro norte de la isla de Luzón, su capital es Tarlac y forman esta provincia los siguientes  15 municipios:
| - Anao - Bamban - Camiling - Capas - Concepción | - Gerona - La Paz - Moncada - Paniqui - Pura | - San Clemente - San Manuel - Santa Ignacia - Tarlac - Victoria |  |

Según el censo de 1918 esta provincia tenía una extensión superficial de 3.051 km², la poblaban 172.022 almas que habitaban en 16 municipios con 262 barrios. El gobierno civil quedó establecido el 18 de febrero de 1901 en su capital Tarlac.

### Tayabas

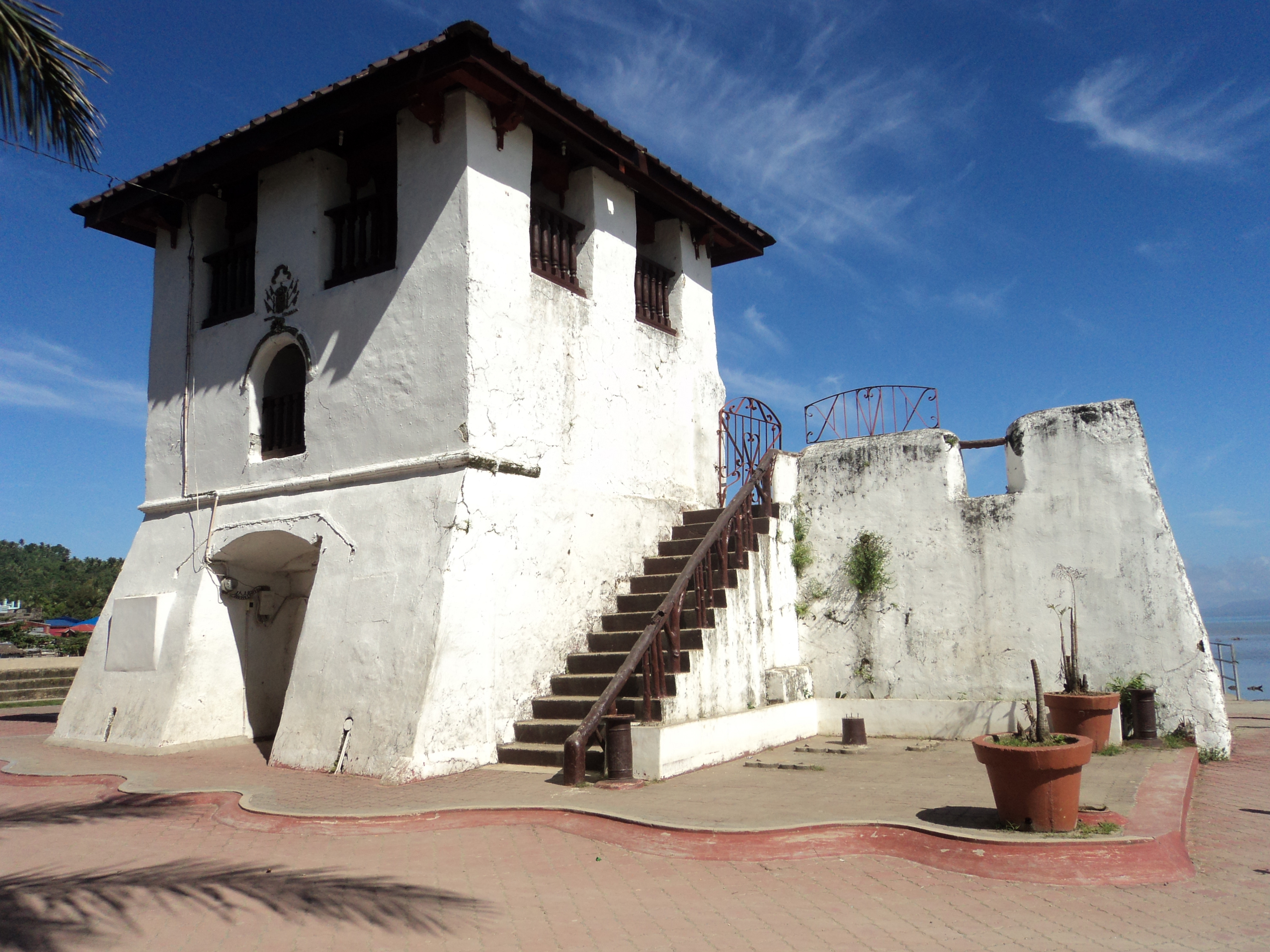
Kutang San Diego en Gumaca.

La Provincia de Tayabas ocupa la parte oriental de la isla de Luzón, al norte y al oeste de la Península Ambos Camarines. Incluye la subprovincia de Marinduque, que abarca la isla de Marinduque y las pequeñas islas inmediatamente adyacentes. También comprende las islas de Polillo, de Jomalig y otras islas que forman parte del mismo grupo. Su capital es Lucena y forman esta provincia los siguientes  32 municipios:
| - Alabat - Atimonan - Baler - Boac - Calauag - Candelaria - Casiguran | - Catanauan - Dolores - Gasan - Guinayangan - Gumaca - Infanta - López | - Lucban - Lucena - Macalelon - Mauban - Mogpog - Mulanay - Pagbilao | - Pitogo - Polillo - Quezon - Sampaloc - San Narciso - Santa Cruz - Sariaya | - Tayabas - Tiaong - Torrijos - Unisan |  |

El gobierno civil quedó establecido el 13 de abril de 1901 en su capital Lucena. El 2 de junio de 1902, el distrito del Príncipe, antaño dependiente de Nueva Écija, y también el Distrito de La Infanta, incluyendo Polillo,  antiguamente una dependencia de Laguna, fueron incorporados a Tayabas. Seis meses después, Marinduque, hasta entonces provincia independiente, fue también incorporada,
Según el censo de 1918 esta provincia tenía una extensión superficial de 10.865 km², la poblaban 268.472 almas que habitaban en 34 municipios con 763 barrios.

### Zambales

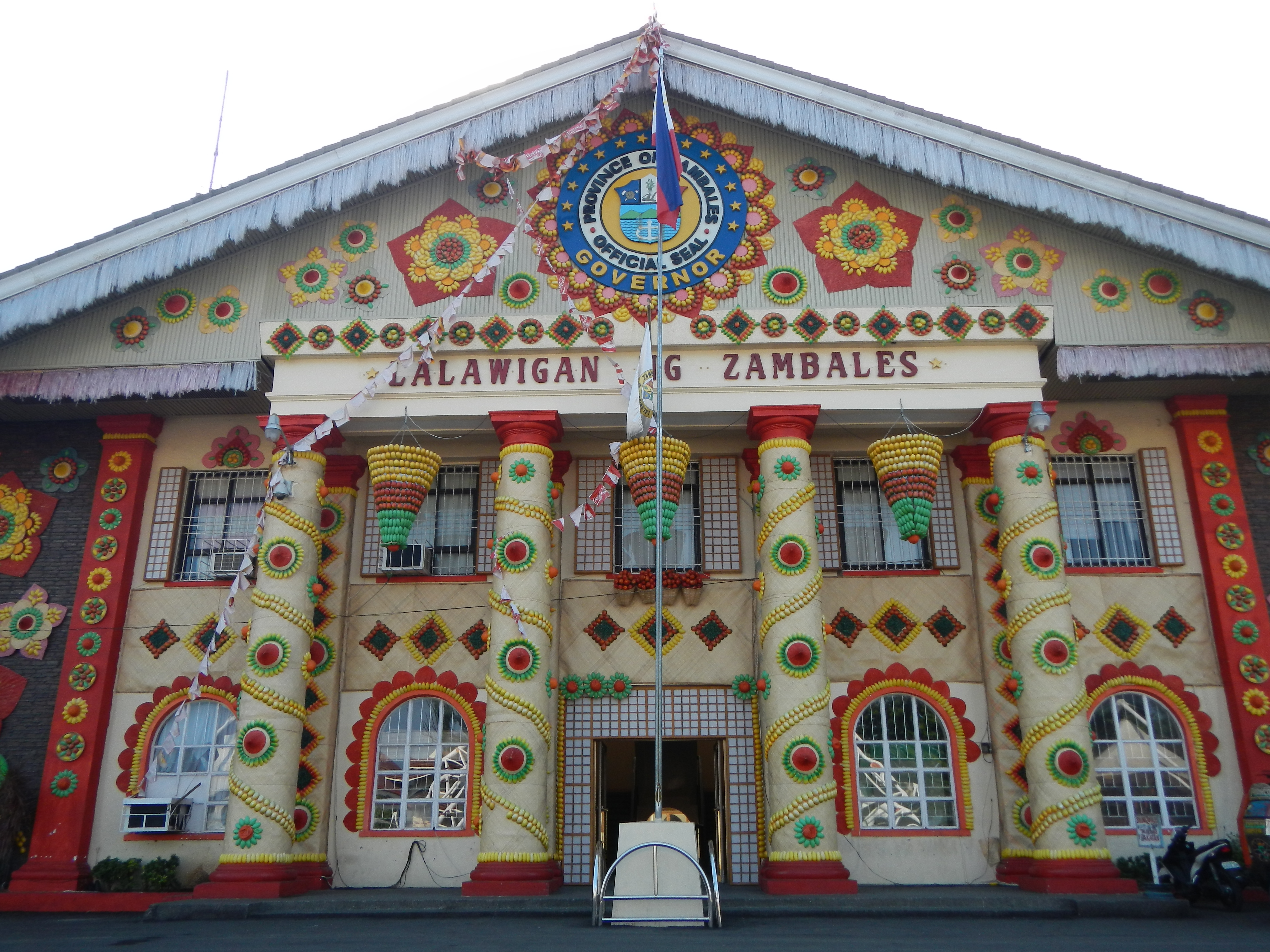
Capitolio de Iba.

La provincia de Zambales se sitúan en el centro-oeste de la isla de Luzón y está bañada por el Mar de la China Meridional. Su capital es Iba y forman esta provincia los siguientes  13 municipios:
| - Botolan - Cabangan - Candelaria - Castillejos | - Iba - Masinloc - Palauig - San Antonio | - San Felipe - San Marcelino - San Narciso - Santa Cruz | - Subic |  |

El gobierno civil quedó establecido el 28 de agosto de 1901 en su capital Iba. Entocves la provincia lindaba con el golfo de Lingayen ya que en 1903 los seis municipios situadoa al norte de esta provincia pasaron a depender de la Pangasinán. Eran los de Alaminos, Bolinao, San Isidro, Infanta, Anda, Bani y Agno.
Según el censo de 1918 esta provincia tenía una extensión superficial de 3.680 km², la poblaban 83.620 almas que habitaban en 13 municipios con 113 barrios.

## Departamento de Mindanao y Sulu

Escudo del Departamento.

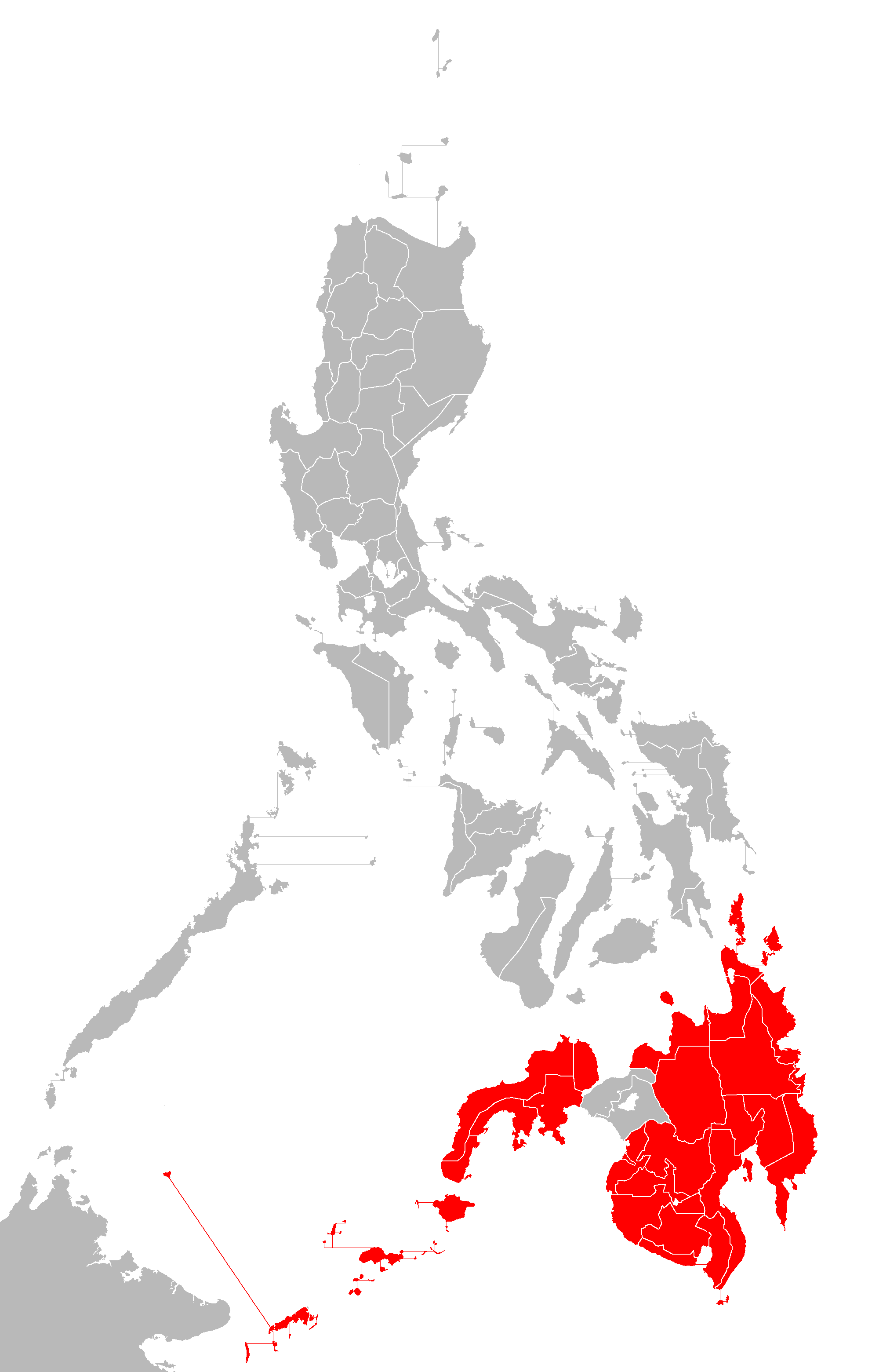
Mapa del departamento

El Departamento de Mindanao y Joló (1914-1920)  (Department of Mindanao and Sulu) ocupa la mayor parte de isla de Mindanao, excluyendo solo las provincias de Misamis y Surigao; todo el archipiélago de Sulu que incluye las islas conocidas como el Grupo de Jolo, el grupo Tawi Tawi, y el resto de islas pertenecientes al archipiélago filipino situadas al sur del octavo paralelo de latitud norte, la excepción de eso la isla de Balabac, y las islas adyacentes, pero incluyendo la isla de Cagayán Sulu con islas adyacentes.
Las siete provincias que forman el departamento son los siguientes: Agusan, Bukidnon, Cotabato, Dávao, Lanao, Sulu y Zamboanga.

### Agusan

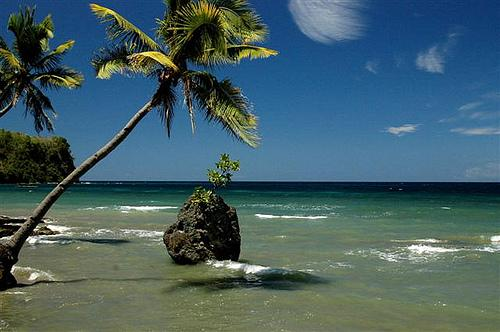
Plaza Beach Resort, Carmen.

La provincia de Agusan ocupa la parte norte de la isla de Mindanao, al oeste de Surigao. Su capital es Butuan y la forman estos cinco municipios:
| - Buenavista | - Butuan, la capital | - Cabadbaran | - Jabonga | - Nasipit | - Talacogon |  |

Según el censo de 1918 esta provincia tenía una extensión superficial de 11.121 km², la poblaban 44.358 almas que habitaban 5 municipios, 55 distritos municipales y 101 barrios.
Distritos municipales de :[Amparo], Azpitia, Bahbah, Balete, Baquingquing, Basa, Baylo, Borbon, Bunaguit, Bunawan, Concordia, Corinto, Cuevas, Ebro, Esperanza, Gracia, Guadalupe, Halapitan, Langasian, La Paz, Las Nieves, Libertad, Loreto, Los Arcos, Maasin, Mambabili,[Manila], Mampinsahan, Maygatasan, Milagros, Novele, Nuevo Sibagat, Nuevo Trabajo, Patrocinio, Prosperidad, Remedios, Rosario, Sagunto, Salvación, San Ignacio, San Luis[San Mateo],[San Vicente], San Isidro, Santa Inés, Santa Josefa, Santo Tomas, Trento, Tudela, Verdu, Veruela, Violanta y Waloe.
En 1901 Agusán formaba parte de la subprovincia de Surigao entonces denominada de Butuan.
Se mantuvo como tal hasta 1907 cuando fue creada la provincia mediante la unión de las subprovincias de Butuan y de Bukidnon.
En septiembre de 1914 se reorganiza la provincia del Moro esta provincia de Agusan pasa a ser una de las siete del Departamento.

### Bukidnon

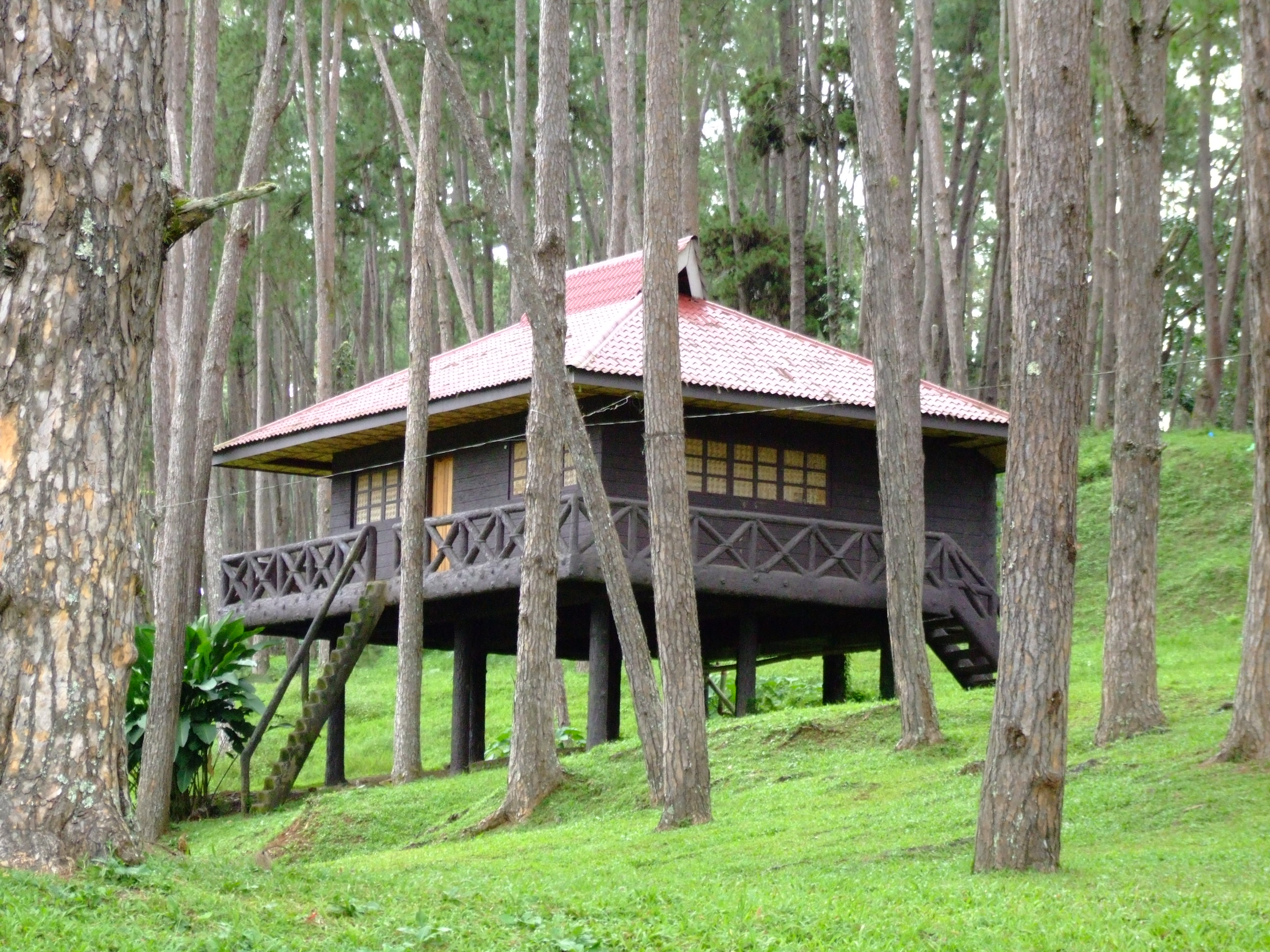
Tulugan 3n 3l parque Kaamulan de Malaybalay.

La provincia de Bukidnon ocupa la parte norte de la isla de Mindanao entre la provincia de Agusan, al este, y las provincias de Misamis y Lanao al oeste, con Cotabato del Sur.
Comprende los siguientes cuatro municipios:
| - Impasugong | - Malaybalay (Oroquieta del Interior), su capital. | - Maluko | - Talakag |  |

Y también los siguientes distritos municipales: 
| - Baungón - [ Claveria ] - [Guimbaluron] | - Kibawe - Libona - [Lourdes] | - Malitbog - Maramag - [Napaliran] | - Pangantucán - Sumilao. |  |

Al comienzo de la ocupación estadounidense de Filipinas forma parte de la subprovincia de Misamis. En 1907 se integra en la provincia de Agusan. Al crearse el Departamento en septiembre de 1914 se convierte en una de sus siete provincias.
Según el censo de 1918 esta provincia tenía una extensión superficial de 10.026 km², la poblaban 47.811 almas que habitaban 4 municipios y 9 distritos municipales que agrupan 144 barrios.

### Cotabato

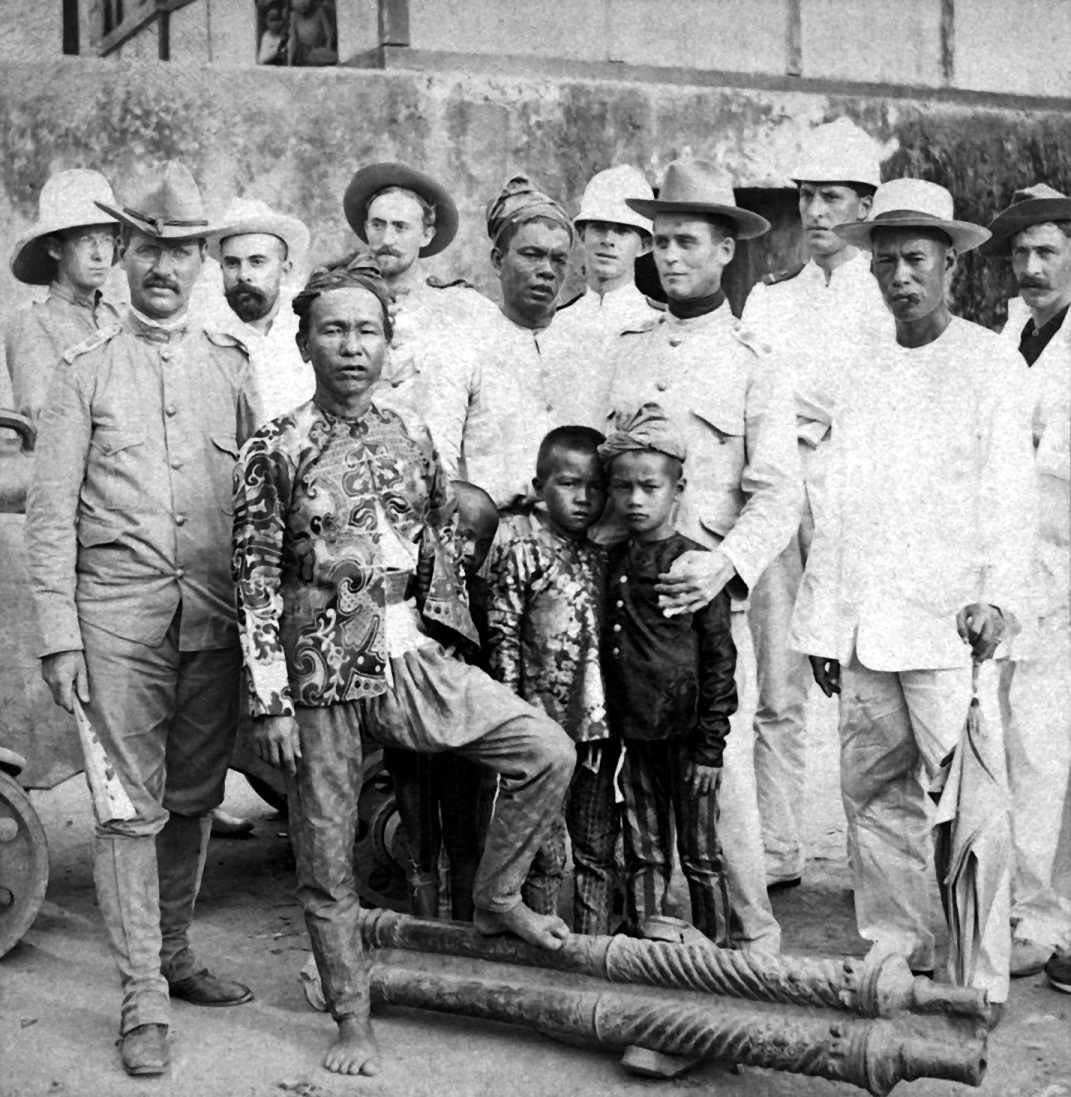
Datto Piang, reyezuelo de Mindanao, en 1900.

La provincia de Cotabato se encuentra al este y al sur de la provincia de Lanao, al sur de la provincia de Bukidnon y al oeste de la provincia de Dávao. Contiene dos municipios:
| - Cotabato - Parang |

En 1903, al comienzo de la ocupación estadounidense de Filipinas Cotabato forma parte de la nueva provincia del Moro. Al crearse el Departamento en septiembre de 1914 se convierte en una de sus siete provincias.
Según el censo de 1918 esta provincia tenía una extensión superficial de 24.916 km², la poblaban 169.921 almas que habitaban en 2 municipios, 35 distritos municipales y 321 barrios.
Municipios de Cotabato su la capital,  Dulaguán y Midsayap.
Distritos municipales de Awang, Balatikan, Balut, Banisilan, Barira, Buayan, Bugasan, Buldun, Buluan, Carmen, [Daguma], Dinaig,[Dulawan,] Gambar, Glan,[Isulan], Kabakan, Kalanganan, , Kidapawan, Kitubud, Kling, Koronadal, Lebak,[Libuangan], Liguasan,[Maganui], Nuling, Parang, Pikit-Pagalungán, Reina Regente, Salaman, Sebu, Silik, Subpangan,[Talayan] y Tumbau.

### Dávao

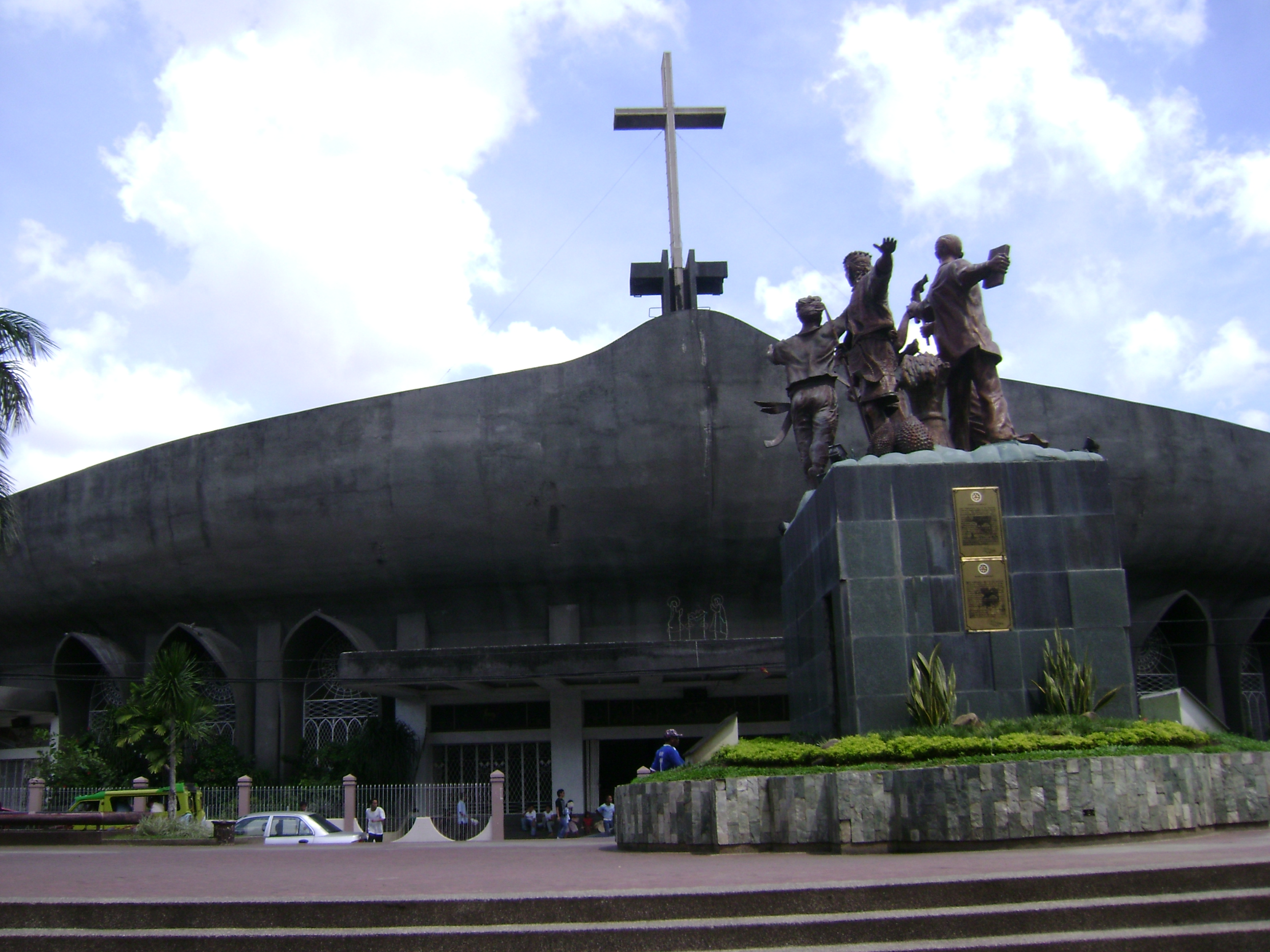
Catedral de San Pedro, Dávao.

La provincia de Dávao (1914-1967) ocupa la esquina sureste de la isla de Mindanao, con las islas anexas, incluyendo las Islas Sarangani. Su territorio se abre al mar por las aguas del Golfo de Dávao. Comprende siete municipios:
| - Baganga - Caraga | - Cateel - Dávao | - Manay - Mati | - Santa Cruz |  |

En 1903, al comienzo de la ocupación estadounidense de Filipinas Dávao forma parte de la nueva provincia del Moro. En septiembre de 1914, al crearse el Departamento se convierte en una de sus siete provincias.
Según el censo de 1918 esta provincia tenía una extensión superficial de 19.389 km², la poblaban 119.304 almas que habitaban en 7 municipios, 8 distritos municipales y 236 barrios.
Municipios de Baganga, Caraga, Cateel, Dávao, (capital), Malita,  Manay, Mati, Pantukan, and Santa Cruz.
Distritos municipales de Batulaki, Caburan, Camansa, Compostela,[Guianga], Kapalong, Lupon,[Malita], Moncayo,[Pantukan],  Samal, Saug, Sigaboy, Surup y Tagum.

### Lanao

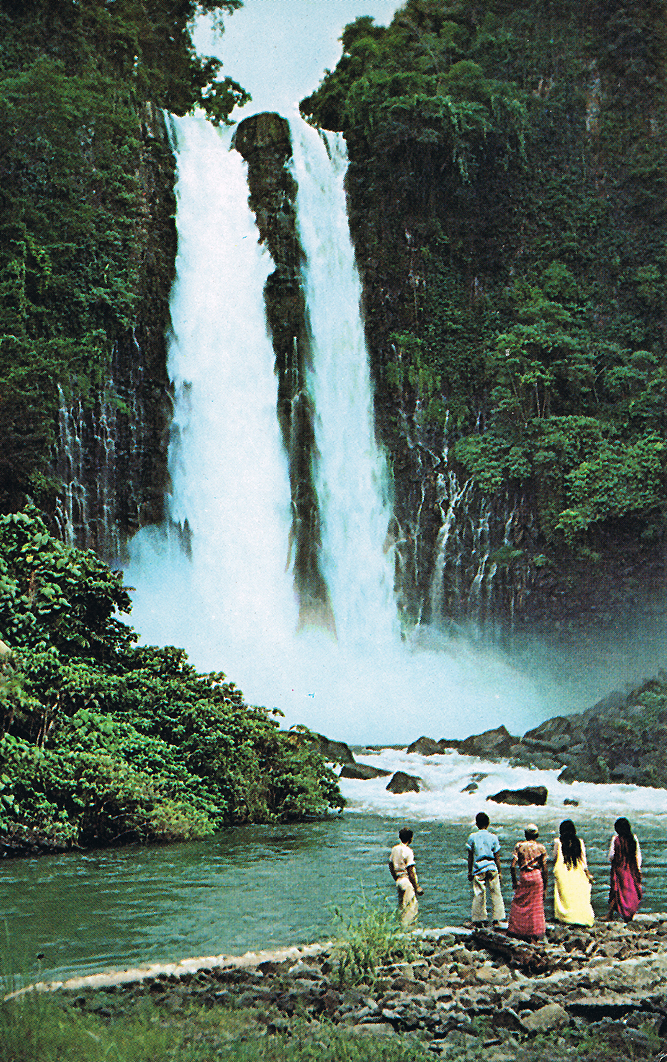
Cataratas de María Cristina.

La provincia de Lanao se encuentra al este de la provincia de Zamboanga y al oeste de Bukidnon, la baña por el sudoeste las aguas de la bahía Illana. La forman tres municipios: 
| - Dansalán | - Iligan | - Malabang |  |

En 1903, al comienzo de la ocupación estadounidense de Filipinas Lanao forma parte de la nueva provincia del Moro. En septiembre de 1914, al crearse el Departamento se convierte en una de sus siete provincias.
Según el censo de 1918 esta provincia tenía una extensión superficial de 6.317 km², la poblaban 94.946 almas que habitaban en 3 municipios, 35 distritos municipales y 283 barrios.
Municipios de Dansalan (capitale), Iligan, Kolambuga y Malabang.
Distritos municipales de Bakulud, Balut, Bayang, Binidayan, Bubung,[Buruun], Butig, Ditsaan, Ganassi, Gata, Kapai, Kapatagan, Lumbatan, Madalum, Madamba, Maging, Mandulog, Marantau, Masiu, Mulundu, Momungan, Munai, Nunungan, Pantar, Pantau-Ragat,[Patarikan], Pualas,[Sagtaran] Saguiaran, Suñgud, Tamparan, Taraka, Tatarikan, Tubaran, Tugaya y Uato.

### Sulú

Mezquita de Tulay.

La provincia de Sulu incluye todas las islas del Departamento de Mindanao y Sulu situadas en el Mar de Célebes y en el Mar de Sulu entre el cuarto y el octavo de los paralelos de latitud norte miente al suroeste de la línea que va hacia el noroeste y sureste y que pasa en un punto dos millas al este de la extremidad noreste de la isla de Tatalan. La forma un único municipio:
- Joló

En 1903, al comienzo de la ocupación estadounidense de Filipinas Lanao forma parte de la nueva provincia del Moro. En septiembre de 1914, al crearse el Departamento se convierte en una de sus siete provincias.
Según el censo de 1918 esta provincia tenía una extensión superficial de 2.802 km², la poblaban 167.975 almas que habitaban en 99 barrios repartidos entre 1 municipio y 26 distritos municipales.
Distritos municipales de Balimbing,[Banaran], Bongao,[Gitung], Cagayán de Sulu, Indanan,[Laparan],[Lati], Lu’uk, Maimbung, Marungas, Panamau, Pangutaran,[Pansul], Parang, Pata, Patikul, Siasi,[Silangkan], Simunul, Sitangkai, South Ubian, Talipao, Tandubas, Tapul y Tongkil.

### Zamboanga
La provincia de Zamboanga se encuentra en la parte occidental de la isla de Mindanao, e incluye todo el territorio al oeste de la frontera entre Lanao y Zamboanga, con las islas adyacentes no incluidos dentro de la provincia de Sulu. La forman estos cinco municipios:  
| - Dapitan - Dipolog | - Isabela - Lubungan | - Zamboanga. |  |

Según el censo de 1918 esta provincia tenía una extensión superficial de 16.532 km², la poblaban 147.991 almas que habitaban en 43 barrios repartidos entre 5 municipios y 14 distritos municipales.
Municipios de Dapitan, Dipolog,[Isabela],[Lubuñgan], Kabasalan, Katipunan, Margosatubig, Pagadian, Sindañgan, Siocon y Zamboanga su capital.
Distritos Municipales de Bangaan, Dinas, Kabasalan, Kumalarang, Labañgan, Lamitan, Maluso, Margosatubig, Pañganuran, Sibuko, Sindañgan, Sirawai y Taluksañgay.

## Manila

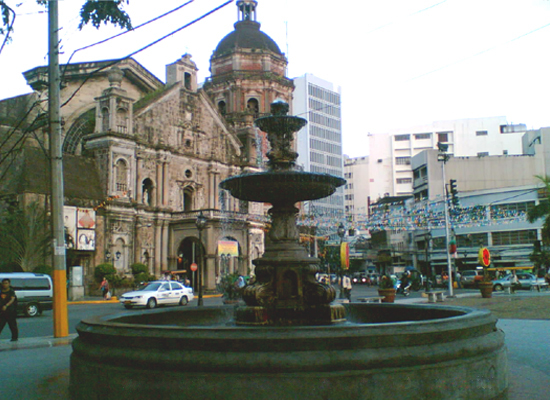
Plaza San Lorenzo Ruíz.

El territorio de la ciudad de Manila va a contar con una jurisdicción independiente, de modo que no estará incluida en el territorio de una provincia, pero, a falta de disposiciones especiales, el término "provincia" puede ser interpretado para incluir la ciudad de Manila, con el propósito de dar cumplimiento a las leyes de aplicación general.

Escudo de Manila.

La ciudad de Manila se considera a la vez como un municipio y como una provincia, y para los fines del presente se considerará tanto el uno como el otro.
Según el censo de 1918 la ciudad de Manila tenía una extensión superficial de 36 km² y la poblaban 283.613 almas. El gobierno civil quedó establecido el 7 de agosto de 1901.
Obtiene la carta de ciudad en junio de  1909.